# Lleyton Hewitt
Lleyton Glynn Hewitt (Adelaida, Australia, 24 de febrero de 1981) es un extenista  australiano. Fue número 1 del mundo consecutivamente en las temporadas 2001 y 2002 un total de 80 semanas. Durante esos años ganó el Abierto de los Estados Unidos 2001 y el Campeonato de Wimbledon 2002, así como también el ATP World Tour Finals tanto de 2001 como de 2002. Además alcanzó las finales del Abierto de Estados Unidos 2004, del Abierto de Australia 2005, y del ATP World Tour Finals 2004, y consiguió 2 títulos Masters 1000 y 5 finales. Tiene un total de 30 títulos ATP sumándole 2 ATP 500 y 22 ATP 250. y miembro del Salón de la Fama del Tenis Internacional, clase 2022.
Hewitt ha sido uno de los tenistas más precoces de la historia del deporte, de hecho es el segundo tenista más joven en alcanzar el número uno del ranking ATP, lográndolo a los 20 años, 8 meses y 26 días, solo superado por Carlos Alcaraz, quien lo consiguió a los 19 años y 129 días. Además es el tenista más joven de la historia, y de más bajo ranking (n°550), en ganar un torneo ATP, con solo 16 años 10 meses y 18 días, logro alcanzado al ganar el Torneo de Adelaida en el año 1998, en lo que fue solo su segundo torneo ATP disputado al comenzar su carrera profesional. En la madurez de su carrera tuvo que luchar con constantes lesiones que lo mantuvieron fuera de la élite del tenis, no obstante continuó con algunos logros importantes tales como ganar el Torneo de Halle 2010, y el Torneo de Brisbane 2014, derrotando en ambas oportunidades a Roger Federer en la final.

## Carrera

### Pre-1997: Años como júnior
Como joven, Hewitt registró un récord de 44-19 en singles y alcanzó el puesto 17 en el mundo en 1997 (y el n. ° 13 en dobles).

### 2000: Campeón de dobles en el Abierto de Estados Unidos
En el año 2000, Hewitt llegó a su primera final de Grand Slam en dobles mixta de Wimbledon, se asoció con la belga Kim Clijsters, su entonces novia. Perdieron el partido, con los estadounidenses Kimberly Po y Donald Johnson. Hewitt ganó más tarde su primer Grand Slam en el dobles masculino del US Open 2000 con Max Mirnyi reclamó el campeonato de dobles masculino, convirtiéndose así en el hombre más joven (a los 19 años, 6 meses) en ganar una corona de dobles de Grand Slam en la era abierta.
A final de año, Hewitt se convirtió en el primer adolescente en la historia de la ATP en clasificar para la Copa de maestros del tenis de fin de año.

### 2001: Campeón del Abierto de Estados Unidos, primer Torneo de Maestros y número 1
Hewitt comenzó bien la temporada 2001 al ganar el Torneo de Sídney en su natal Australia, y dos torneos en la gira de césped (Queen's y Hertogenbosch)
Consiguió su primer título de Grand Slam en el US Open 2001, cuando superó al ex n.º 1 del mundo Yevgueni Káfelnikov en las semifinales y en la final derrotó al entonces cuatro veces campeón Pete Sampras al día siguiente en sets corridos por 7-6(4), 6-1 y 6-1. Esta victoria hizo que Hewitt fuera el jugador más reciente en ganar un título de Grand Slam de sencillos y dobles durante su carrera.
Después el australiano ganó el Abierto de Tokio en Japón y volvió a clasificarse para la Tennis Masters Cup de fin de año que se celebra en Sídney. Durante el torneo, Hewitt ganó todos los partidos de su grupo. Luego venció a Sébastien Grosjean en la final para tomar el título y finalizar el año como número uno del Ranking ATP.
Hewitt ganó un total de seis títulos en 2001.

### 2002: Campeón de Wimbledon, primer Masters 1000 y segundo Tennis Masters Cup
El año 2002 fue el mejor año de Hewitt en toda su carrera, ganando tres títulos en San José, Indian Wells (Masters 1000) y en Londres (Queen's Club) previo a Wimbledon.
Consiguió su segundo título de Grand Slam al ganar el Campeonato de Wimbledon 2002 derrotando a Jonas Björkman, Grégory Carraz, Julian Knowle, Mijaíl Yuzhny, Sjeng Schalken y al favorito local Tim Henman antes de vencer en la final a David Nalbandian por un contundente 6-1, 6-3 y 6-2; Hewitt perdió solo dos sets (ambos ante Schalken) durante todo el campeonato. Su victoria reforzó la idea de que, aunque el torneo solía estar dominado por Tenistas voleadores, el jugador de línea de fondo aún podría triunfar sobre hierba (Hewitt fue el primer baseliner en ganar el torneo desde Agassi en 1992).
Por tercer año consecutivo, se clasificó para la Tennis Masters Cup de fin de año, celebrada en Shanghái, y defendió con éxito su título al derrotar a Juan Carlos Ferrero en la final. El triunfo de Hewitt lo ayudó a terminar el año en el puesto N.º 1 por segundo año consecutivo.

### 2003: 2.º Masters de Indian Wells y segunda Copa Davis
En 2003, Hewitt derrotó al ex n.º 1 Gustavo Kuerten en la final del Masters 1000 de Indian Wells.
Pero en Wimbledon, como campeón defensor, Hewitt perdió en la primera ronda ante el clasificado Ivo Karlović. Hewitt se convirtió en el primer campeón defensor masculino de Wimbledon en la era abierta en perder en la primera ronda. Solo una vez antes en los 126 años de historia del torneo perdió un campeón defensor masculino en la primera ronda, en 1967, cuando Manuel Santana fue derrotado por Charlie Pasarell. Hewitt fue el tercer campeón defensor de Grand Slam en la era abierta en perder en la primera ronda, después de Boris Becker en el Abierto de Australia 1997 y Patrick Rafter en el Abierto de Estados Unidos 1999. Después de Wimbledon en 2003, Hewitt perdió en la final del torneo de Los Ángeles, la segunda ronda del Masters de Canadá y la primera ronda en Cincinnati.
En el US Open, Hewitt perdió en los cuartos de final ante Juan Carlos Ferrero. Después de eso Hewitt jugó solo partidos de Copa Davis por el resto del año, registrando una victorias en cinco sets sobre Roger Federer. y Juan Carlos Ferrero en las semifinales y final respectivamente, ya que Australia ganó la Copa Davis 2003, ganando su segunda ensaladera ya que la primera la ganó en 1999.
Hewitt usó gran parte de su tiempo libre a fines de 2003 para aumentar su volumen, ganando 7 kilos.

### 2004: Subcampeón del Abierto de Estados Unidos

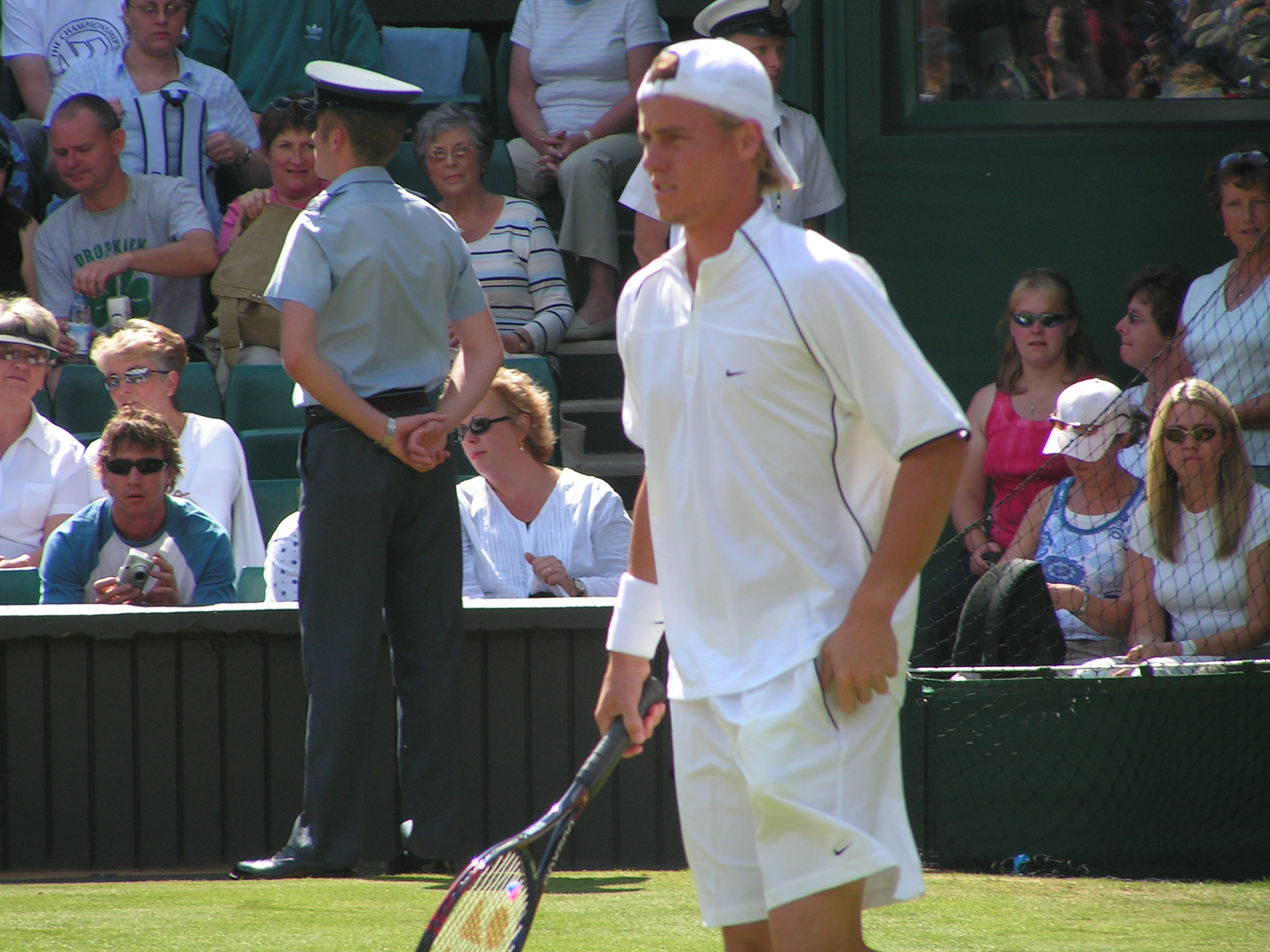
Lleyton Hewitt en Wimbledon 2004 donde cayó en cuarta ronda ante el eventual campeón Roger Federer

En 2004, Hewitt se convirtió en el primer hombre en la historia en perder en cada torneo de individuales de Grand Slam ante el eventual campeón. En el Australian Open 2004, él fue derrotado en la cuarta ronda por el suizo Roger Federer. En el Abierto de Francia 2004, fue derrotado en cuartos de final por el argentino Gastón Gaudio. En Wimbledon, fue derrotado en los cuartos de final por Federer, y en el US Open, fue derrotado en la final por Federer, quedando rosco en dos de los tres sets jugados (6-0, 7-6(3) y 6-0).
Terminó el jugando el clásico torneo de final de año el Tennis Masters Cup, Hewitt derrotó a Andy Roddick para avanzar a la final, pero una vez más fue derrotado por el campeón defensor Federer.

### 2005: Subcampeón del Abierto de Australia
En 2005, Hewitt ganó su único título en el ATP 250 de Sídney derrotando al poco conocido jugador checo Ivo Minář.
Hewitt pasó mucho tiempo en los meses finales de 2004 trabajando con su exentrenador y buen amigo, Roger Rasheed, para aumentar su físico. Su arduo trabajo dio sus frutos durante el verano australiano, cuando derrotó a un n.º 2 Andy Roddick para alcanzar su primera final en el Grand Slam australiano. Fue el primer jugador australiano. para llegar a la final desde Pat Cash en 1988. En la final, se enfrentó al cuarto preclasificado, Marat Safin, quien había derrotado al n.º 1 y campeón defensor Roger Federer en las semifinales. Después de tomar fácilmente el primer set por 6-1, fue derrotado por el ruso a pesar de haber quebrado su servicio en el inicio del tercer set por 1-6, 6-3, 6-4 y 6-4.

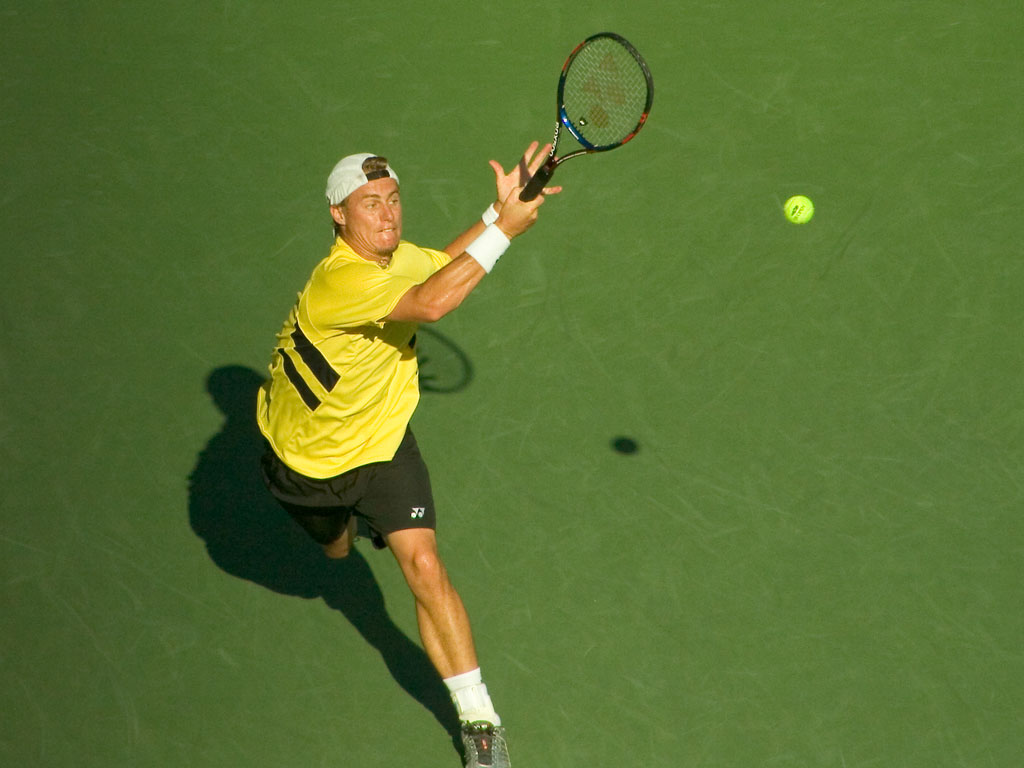
Hewitt en el Abierto de Estados Unidos 2005 donde caería nuevamente ante el eventual campeón Federer

En Wimbledon 2005, Hewitt llegó a las semifinales, pero perdió ante el eventual campeón Federer. Dos meses más tarde, Hewitt nuevamente perdió contra Federer en la semifinal del US Open 2005, aunque esta vez fue capaz de tomar un set. Hewitt perdió en este momento ante el eventual campeón en siete torneos consecutivos de Grand Slam que jugó (se perdió Roland Garros 2005 por lesión).
Hewitt se retiró del torneo Tennis Masters Cup en Shanghái en noviembre de 2005 para poder estar con su esposa Bec, que debía dar a luz.
Terminó la temporada en el puesto 4.º.

### 2006: Caída en el Ranking ATP y salida del top 15

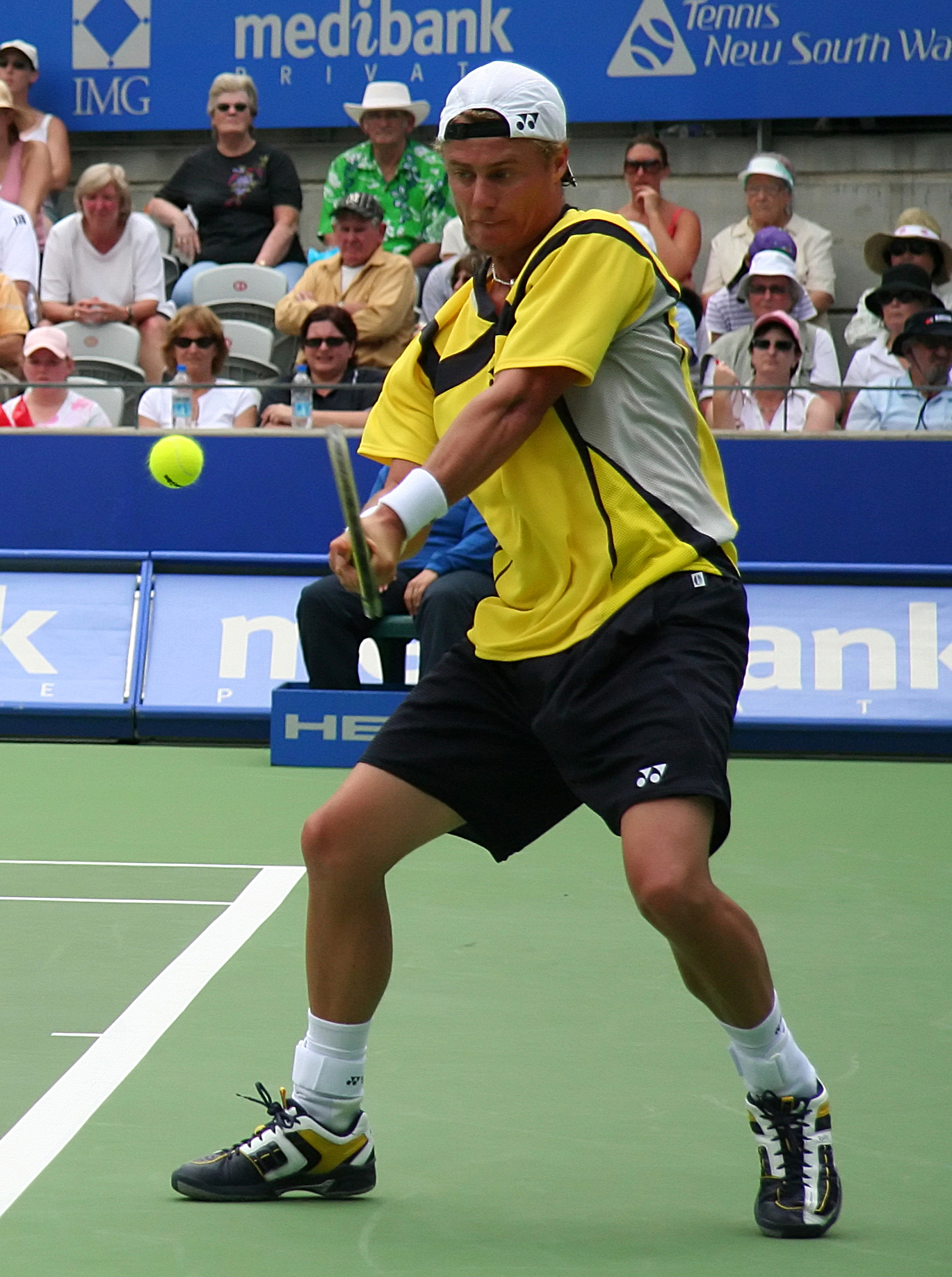
Hewitt en 2006 tendría un irregular año cayendo temprano en Australia (2.ª ronda), llegando a cuarta ronda en Roland Garros (cayendo ante Nadal) y a cuartos en Wimbledon y el US Open

Hewitt fue derrotado en la segunda ronda del Abierto de Australia 2006 por Juan Ignacio Chela.
Luego llegó a la final de los torneos de San José y Las Vegas, perdiendo ante el joven británico Andy Murray y el estadounidense James Blake, respectivamente. Perdió ante Tim Henman en la segunda ronda del Masters de Miami 2006, un jugador que había derrotado ocho veces anteriormente en mismas cantidad de partidos.
En el Torneo de Roland Garros 2006, Hewitt llegó a la cuarta ronda, donde perdió ante el campeón defensor y eventual ganador Rafael Nadal en cuatro sets.
Hewitt ganó su primer torneo en 2006 (después de un paréntesis de 17 meses sin ganar algún torneo), cuando venció a Blake en la final del Queen's Club Championships. Este fue su cuarto título allí, igualando los registros de John McEnroe y Boris Becker. Durante el Campeonato de Wimbledon 2006, Hewitt sobrevivió a un partido de cinco sets contra Hyung-Taik Lee de Corea del Sur que se jugó durante dos días. Luego derrotó a Olivier Rochus y David Ferrer, antes de perder ante Marcos Baghdatis en los cuartos de final.
En el ATP de Washington, Hewitt fue derrotado por Arnaud Clément en los cuartos de final, después de derrotar a Vincent Spadea en la segunda ronda y Denis Gremelmayr en la tercera ronda.

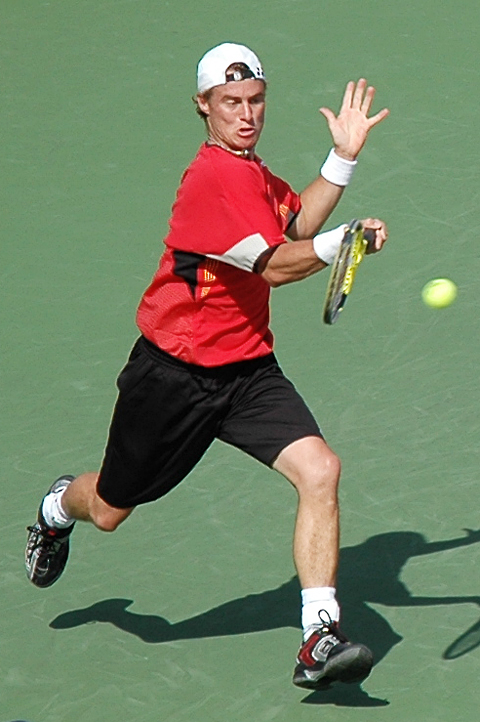
Hewitt en el Abierto de Estados Unidos 2006.

Hewitt participó en el Open de Estados Unidos, a pesar de tener una rodilla lesionada. Hewitt ganó sus primeros tres partidos en sets corridos contra, Albert Montañés, Jan Hernych y Novak Djokovic respectivamente. Derrotó a Richard Gasquet en cinco sets para avanzar a los cuartos de final por séptimo año consecutivo. Luego perdió contra Roddick.
Finalizó el año en el puesto 20, saliendo del 15 por primera vez en seis años.

### 2007: 26.º título ATP
En el Abierto de Australia 2007, Hewitt perdió en la tercera ronda ante el décimo preclasificado chileno y eventual subcampeón Fernando González.
Con su victoria en Las Vegas en marzo, Hewitt había ganado al menos un título de la ATP anualmente durante diez años consecutivos. Este fue un récord entre los jugadores activos en ese momento.
Hewitt llegó a las semifinales del Masters de Hamburgo 2008, donde llevó al eventual finalista Rafael Nadal a tres sets. En el Abierto de Francia 2007, Hewitt, por segunda vez consecutiva perdía en la cuarta ronda ante Nadal.
En el Wimbledon 2007, Hewitt ganó sus primeros tres partidos, incluyendo una victoria de cuatro sets en la tercera ronda sobre Guillermo Cañas. Luego se enfrentó al cuarto cabeza de serie Novak Djokovic en la cuarta ronda, que perdió.

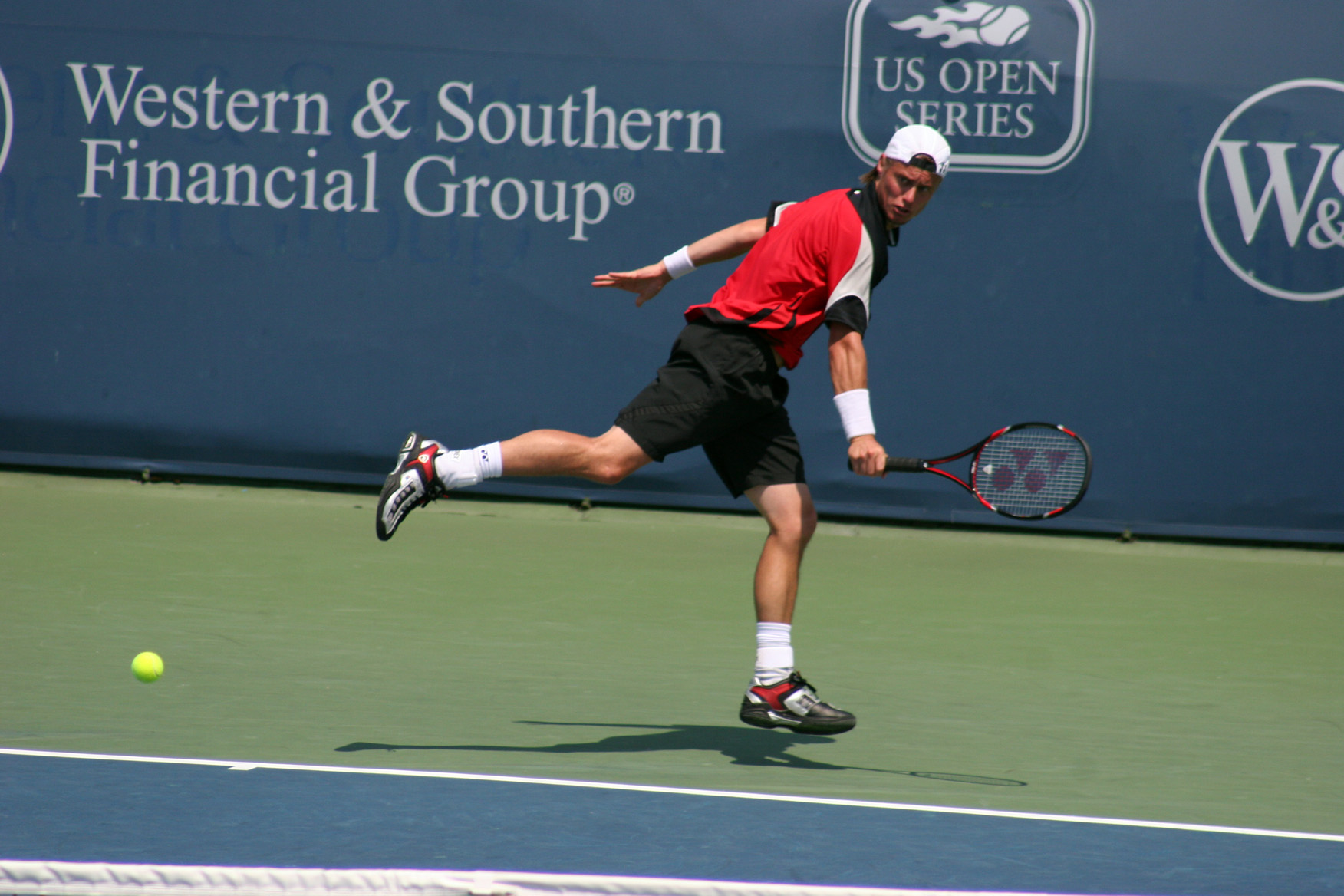
Lleyton Hewitt en los cuartos de final del Masters de Cincinnati 2007 venció a Carlos Moyá cayó en semifinales ante su "bestia negra" Federer

Después de Wimbledon, se anunció que había contratado al extenista australiano Tony Roche para entrenarlo durante los torneos de Grand Slam y Masters 1000 restantes de 2007 y todo 2008. En los Masters 1000 de Montreal y Cincinnati Hewitt llegó a los cuartos de final y semifinales, respectivamente. En ambos casos, perdió ante Roger Federer.

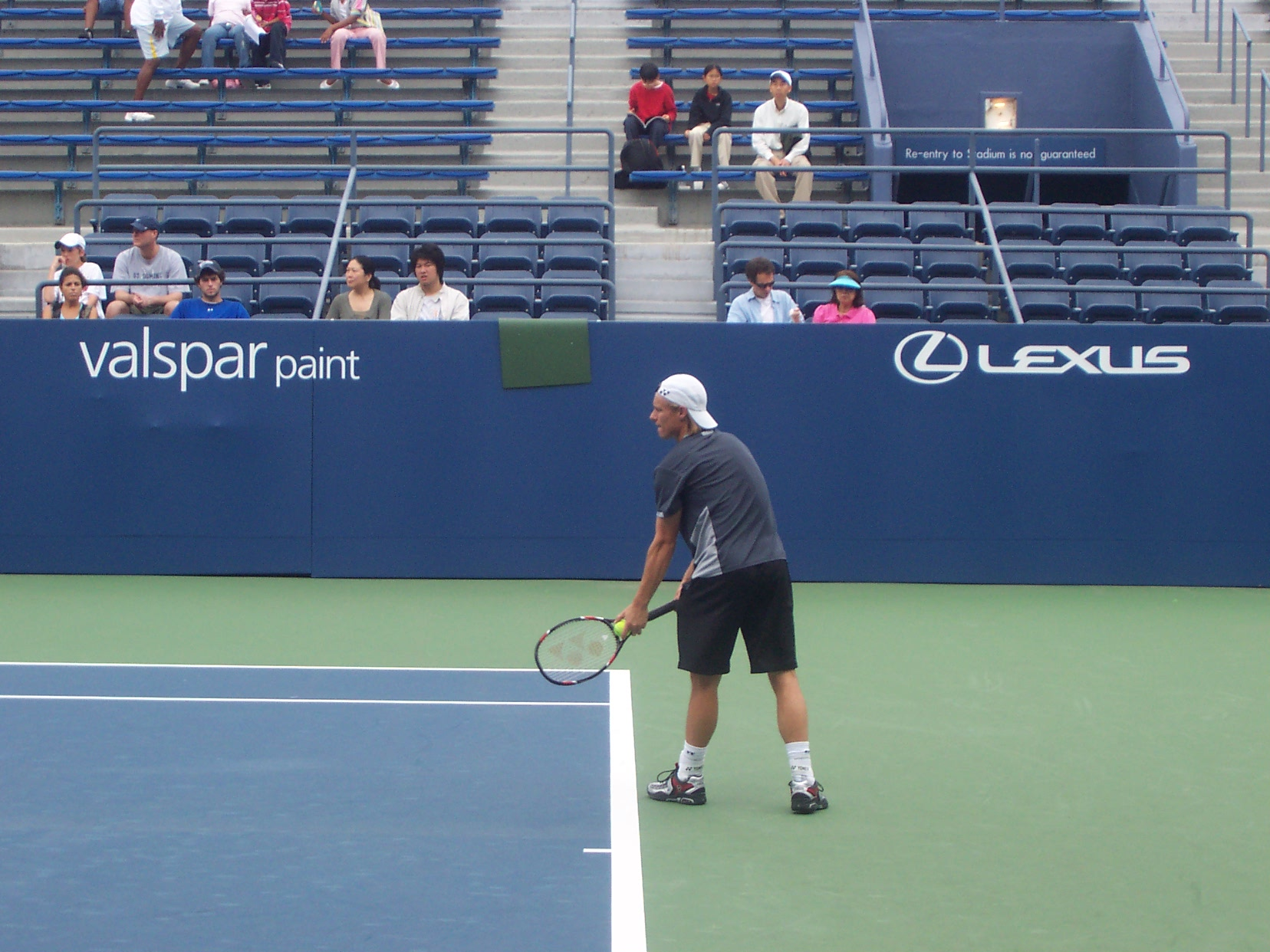
Lleyton Hewitt en el Abierto de Estados Unidos 2007.

Fue preclasificado número 16 en el US Open 2007, pero por primera vez en ocho apariciones consecutivas en Flushing Meadows, no llegó a los cuartos de final. Perdió en la segunda ronda ante el argentino Agustín Calleri.
Finalizó el año en el puesto 21.º.

### 2008: Lesión en la cadera y salida del Top 60
En el Abierto de Australia de 2008, avanzó a la cuarta ronda como el decimonoveno cabeza de serie, derrotando al 15.º cabeza de serie y finalista del Abierto de Australia 2006 Marcos Baghdatis en un emocionante partido de tercera ronda. El partido de 282 minutos (4h 42minutos) comenzó a las 11:52 p. m. (hora australiana) y finalizó a las 4:34 a. m. A la mañana siguiente, perdió su partido de cuarta ronda en sets corridos ante el tercer cabeza de serie y eventual campeón Novak Djokovic. A pesar de esa derrota fue una actuación característicamente "valiente" y consolidó la reputación de Hewitt como un duro competidor.
Una lesión en la cadera que Hewitt adquirió en marzo de 2008 afectó su preparación para el Abierto de Francia y forzó la pérdida de 300 puntos en la clasificación ya que Hewitt no pudo defender sus semifinales en el Masters 1000 de Hamburgo, y también compitió en torneos suplementarios. Sin embargo, Hewitt hizo la tercera ronda en Roland Garros, antes de perder en una batalla de cinco sets ante el quinto cabeza de serie David Ferrer.
A pesar de su problema de cadera, Hewitt pudo competir en Queen's, cayendo ante el segundo cabeza de serie Novak Djokovic en los cuartos de final. Su buena forma continuó en Wimbledon, Hewitt llegó a la cuarta ronda por segundo año consecutivo, antes de perder ante el n.º 1 y primer cabeza de serie Roger Federer.
Después de Wimbledon, Hewitt decidió perderse el Masters de Canadá y Cincinnati en un esfuerzo por darle suficiente descanso a su cadera para poder jugar en los Juegos Olímpicos de Pekín 2008, donde derrotó a Jonas Björkman en la primera ronda antes de perder ante el segundo preclasificado Rafael Nadal. Sin embargo, el incidente más notable en los Juegos Olímpicos se produjo en el partido de dobles de la primera ronda de Hewitt con Chris Guccione contra los argentinos Juan Mónaco y Agustín Calleri. El partido llegó al tercer set con Hewitt y Guccione ganando por 18-16, finalmente llegaron hasta los cuartos de final cayendo ante Bob y Mike Bryan la mejor pareja de dobles en ese momento.
Después de los Juegos Olímpicos, debido al daño adicional sufrido por la cadera de Hewitt en los Juegos Olímpicos, no le quedó otra opción que retirarse del Abierto de Estados Unidos y omitir el resto de la temporada para someterse a una cirugía de cadera.
2008 fue el primer año desde 1997 en que Hewitt no ganó un título. Además salió del Top 60 por primera vez en 9 años terminando 67.

### 2009: 500 triunfos como profesional, 27.º Título ATP y regreso al Top 20
Después de regresar de la cirugía de cadera, Hewitt jugó su primer partido en la Copa Hopman 2009 donde derrotó a Nicolas Kiefer en tres sets. Hewitt luego participó en el Torneo de Sídney 2009, ganando sus dos primeros partidos, pero perdiendo en los cuartos de final ante David Nalbandian.
Hewitt luego pasó a jugar en el Abierto de Australia de 2009, donde no fue cabeza de serie de un Grand Slam desde el año 2000. Se enfrentó a Fernando González en la primera ronda y perdió en cinco sets.
En el torneo de Memphis 2009, provocó la sorpresa en la primera ronda al derrotar a James Blake en tres sets. Luego derrotó a su compatriota australiano Chris Guccione en la segunda ronda y Christophe Rochus en los cuartos de final. Se enfrentó a Andy Roddick en las semifinales, pero perdió en un partido muy parejo. Hewitt luego perdió en la primera ronda de Delray Beach frente a Yen-Hsun Lu, el octavo cabeza de serie.
Hewitt también compitió en el BNP Paribas Open 2009 y llegó a la segunda ronda, siendo derrotado por Fernando González. En el Sony Ericsson Open en Miami, Hewitt derrotó al israelí Dudi Sela en la primera ronda. Hewitt perdió el primer set, antes de remontar para ganar el partido. Hewitt fue derrotado por el séptimo cabeza de serie Gilles Simon de Francia en sets corridos en segunda ronda.
En el Torneo de Houston 2009 Hewitt derrotó al séptimo cabeza de serie Diego Junqueira. Hewitt avanzó a los cuartos de final después de derrotar a Sergio Roitman en solo 57 minutos, y luego Guillermo García-López para avanzar a las semifinales, donde derrotó a Yevgueni Koroliov. Derrotó a Wayne Odesnik en la final, este fue su primer título desde 2007 y su primer título en arcilla en una década. Hewitt ingresó al Montecarlo Rolex Masters como Will Card. Perdió en la primera ronda contra Marat Safin. Hewitt admitió haberse quedado sin energía en el segundo set.
En el BMW Open 2009, Hewitt registró su victoria 500 en su carrera después de derrotar a Philipp Petzschner en la primera ronda, convirtiéndose en uno de los únicos cuatro jugadores activos en lograr este hito; los otros son Roger Federer y Carlos Moyá. Andy Roddick más tarde alcanzaría esta hazaña en el Torneo de Washington 2009.
En el Torneo de Roland Garros 2009, derrotó al sexto cabeza de serie Ivo Karlović en cinco sets en la primera ronda, y luego derrotó a Andrey Golubev en la segunda. Perdió ante el n.º 1 Rafael Nadal en la tercera ronda. Su próximo torneo fue el Torneo de Queen's Club 2009 en Londres. Fue 15.º cabeza de serie y derrotó a Eduardo Schwank en la primera ronda, a quien despachó fácilmente. En la segunda ronda, fue a tres sets contra el portugués Frederico Gil. Hewitt dejó caer el primer set, pero pasó a ganar. Andy Roddick aguardaba a Hewitt en la tercera ronda, y el partido ciertamente no decepcionó. Como lo han hecho muchas veces en el pasado, los dos ex números uno del mundo lucharon a través de un partido duro e intenso, que ganó Roddick por un estrecho doble 7-6.
En el Campeonato de Wimbledon 2009, Hewitt debía enfrentarse al español Rafael Nadal en la segunda ronda. Sin embargo, Nadal se retiró debido a una lesión, y su ranura fue reemplazada por el n.º 5 Juan Martín del Potro. Hewitt derrotó al estadounidense Robby Ginepri en la primera ronda. Hewitt usó su fuerte juego de servicio en ventaja, perdiendo solo un juego de servicio durante todo el partido. Volcó a Del Potro en sets corridos. La tercera ronda también produjo una victoria directa para Hewitt, ya que derrotó a Philipp Petzschner. Revirtió una desventaja de dos sets para derrotar a Radek Štěpánek en la cuarta ronda. Fue otra lucha de Hewitt clásica para emocionar a los muchos australianos presentes presenciando el partido. Su carrera de "cenicienta" del torneo terminó en los cuartos de final contra el sexto cabeza de serie Andy Roddick. En una épica batalla de cinco sets que presentó dos tiebreaks (como en Queen's hace unas semanas atrás). Hewitt perdió un doloroso partido por 3-6, 7-6 (10), 6-7 (1), 6-4, 4-6. Era la primera vez que Hewitt llegaba a los cuartos de final de un Major desde el US Open de 2006.
Después de un descanso prolongado, Hewitt comenzó a trabajar preparándose para el US Open en Washington allí Hewitt llegó a la tercera ronda, antes de perder en una batalla de tres sets con Juan Martín del Potro. En el Masters de Canadá 2009, Hewitt perdió en la primera ronda contra el ex n.º 1 Juan Carlos Ferrero. En Cincinnati vio a Hewitt alcanzar los cuartos de final de un Masters 1000 por sexta vez, donde perdió ante Roger Federer en sets corridos. Durante la primera ronda del torneo, Hewitt demostró sus habilidades de lucha características al salvar dos puntos de partido para ganar contra Robin Soderling.

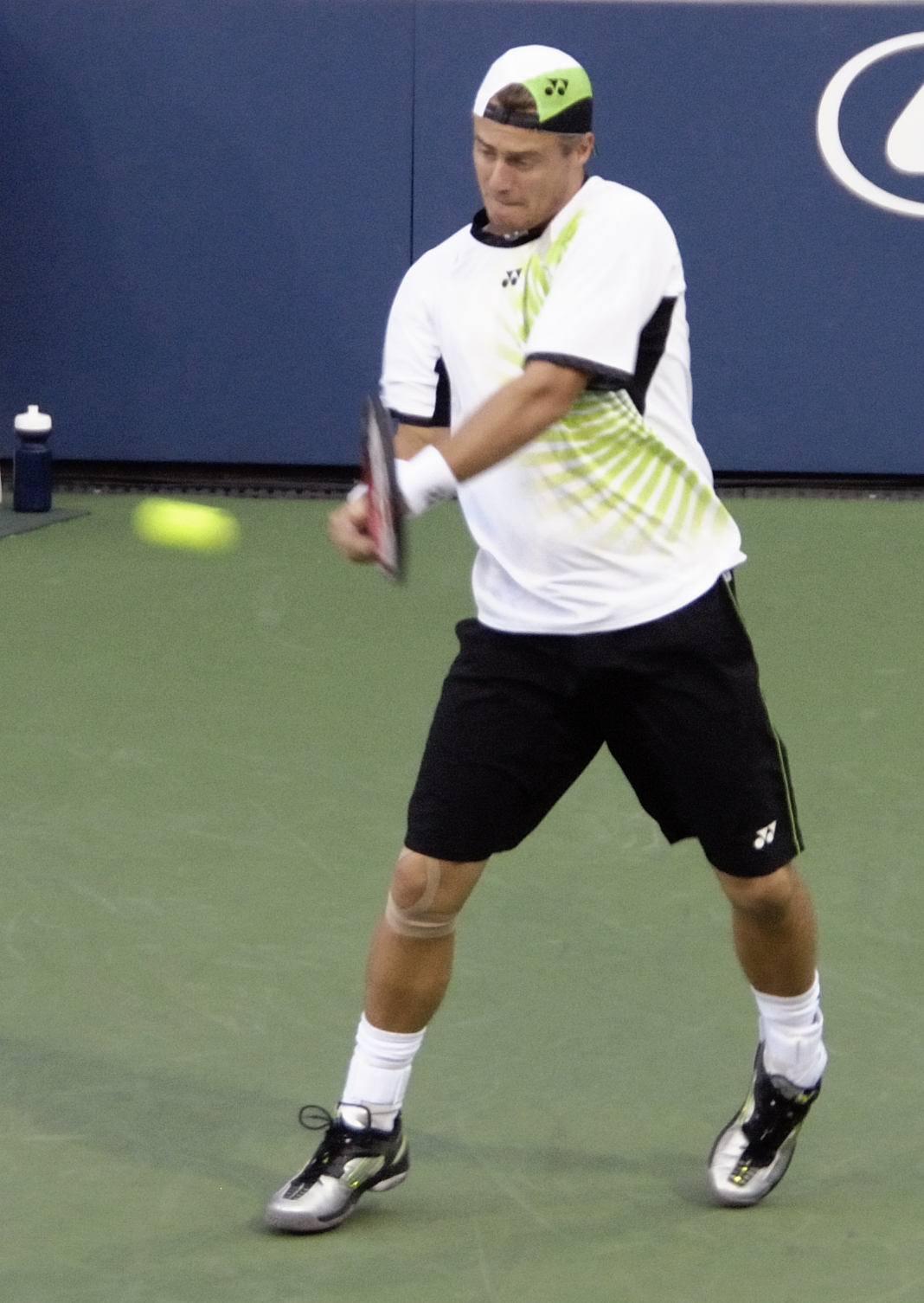
Lleyton Hewitt en el Abierto de Estados Unidos 2009.

En el US Open Hewitt avanzó a la tercera ronda, donde jugó contra Federer por 23.ª vez en su rivalidad de una década. Hewitt logró tomar el primer set 6-4 sobre Federer, antes de que el 15 veces campeón de Grand Slam tomara el control del segundo. El tercer set fue ajustado, y ambos jugadores salvaron múltiples puntos de quiebre. Federer finalmente ganó el partido por 4-6, 6-3, 7-5 y 6-4.
A fines de septiembre, Hewitt viajó a Malasia por primera vez para participar en el inaugural Abierto de Malasia celebrado en Kuala Lumpur. El nuevo torneo fue parte de la llamada Gira Asiática dedicado de la ATP a Asia. Hewitt derrotó en la primera ronda contra el jugador sueco Joachim Johansson, con Del Potro del mismo la lado del cuadro en un hipotético cuartos de final, pero se le dio un camino claro cuando Del Potro fue vencido por el clasificado Édouard Roger-Vasselin en la primera ronda. Después de derrotar a Fabrice Santoro en la segunda ronda, Hewitt derrotó a Roger-Vasselin, para llegar a sus primeras semifinales desde que ganó el Torneo de Washington en abril, pero perdió contra Mijaíl Yuzhny.
Luego compitió en el Masters de Shanghái 2009, donde ganó en la primera ronda, derrotando a John Isner, antes de perder ante Gaël Monfils en segunda ronda.
Terminó el año en el puesto 22.º.

### 2010: 28.º Título ATP

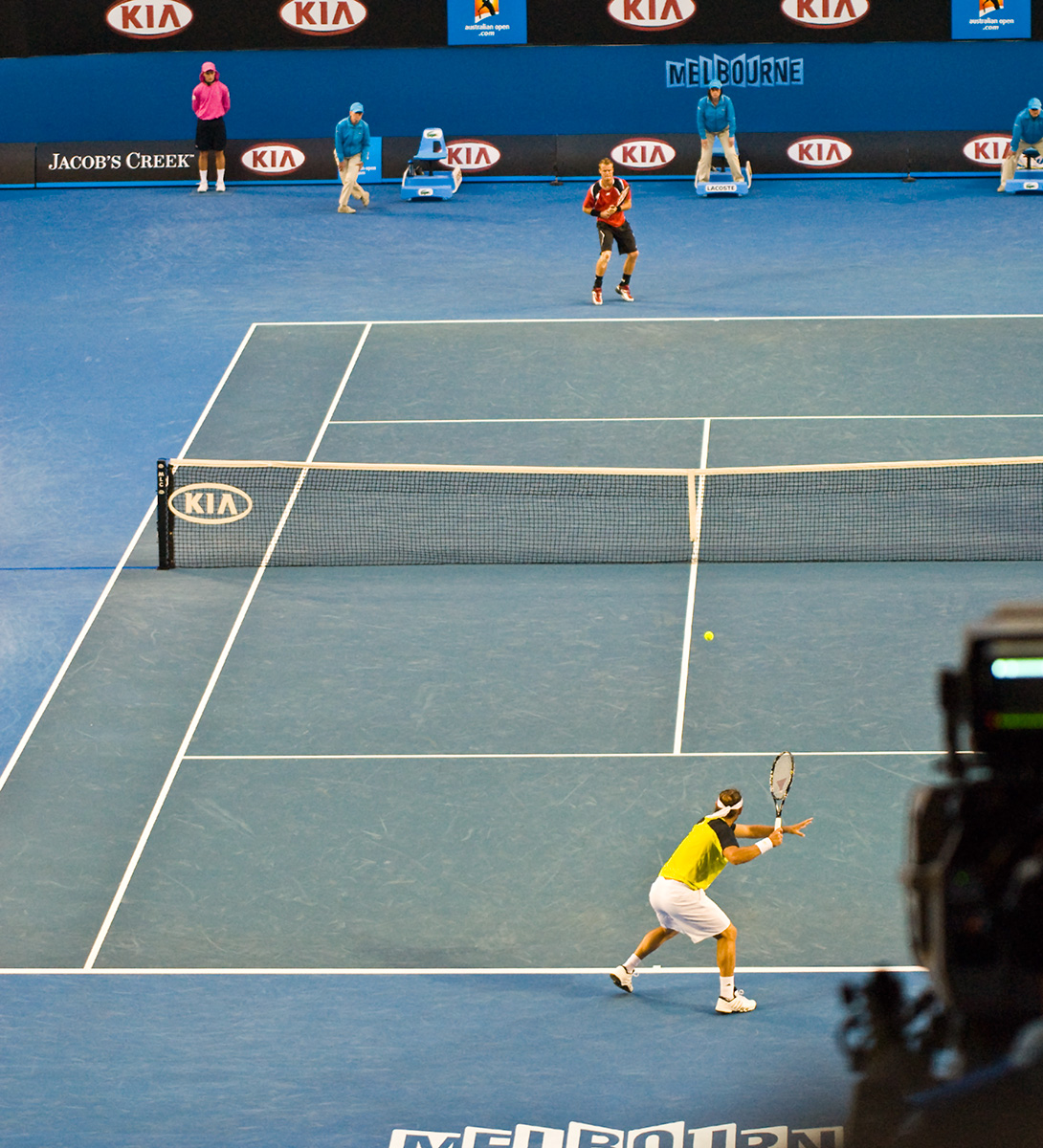
Imagen del partido entre Marcos Baghdatis y Lleyton Hewitt por el Abierto de Australia 2010.

Hewitt comenzó su temporada 2010 asociándose con Samantha Stosur en la Hopman Cup. Los australianos fueron las principales semillas para el torneo de exhibición. Sin embargo, les fue peor de lo esperado, perdiendo lazos contra Rumanía y España, y por lo tanto no lograron llegar a la final.

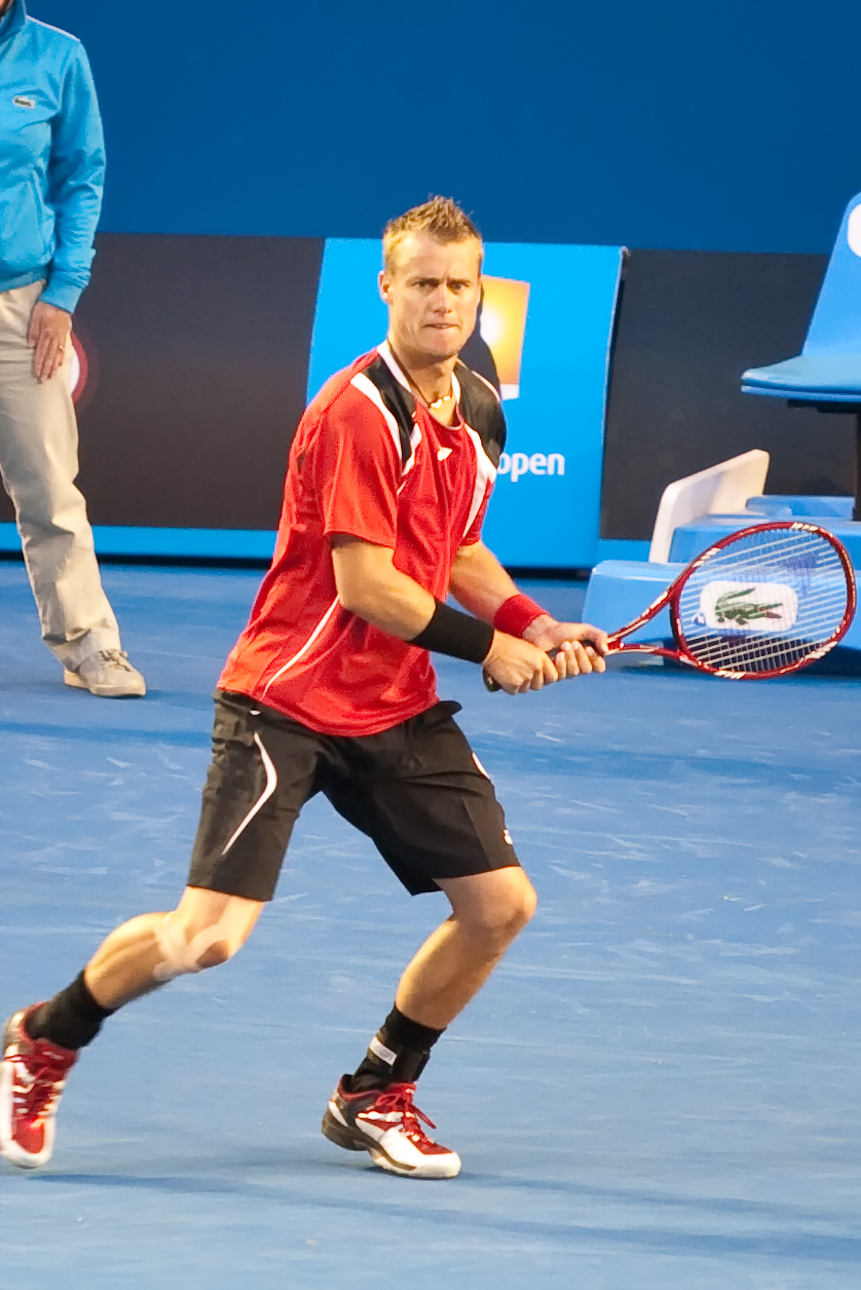
Hewitt en el Australian Open 2010.

Fue cabeza de serie cuarto en el ATP de Sídney y, al igual que el año anterior, alcanzó los cuartos de final, perdiendo ante el eventual campeón Marcos Baghdatis. En el Abierto de Australia 2010, perdió ante Roger Federer en la cuarta ronda.
Una semana después de su salida del Abierto de Australia, Hewitt anunció en una conferencia de prensa en Melbourne Park que se sometió a otra operación de cadera similar a su operación de cadera izquierda esta vez en su cadera derecha el 28 de enero de 2010 en Hobart.
Hewitt regresó a la gira en el Torneo de Houston 2010 como campeón defensor de sencillos en abril, ganó su primer partido desde el Abierto de Australia, asociándose con Nathan Healey en los dobles, derrotando a James Cerretani y Adil Shamasdin, pero perdió ante los mejores sembrados de los hermanos Bryan en las semifinales. Hewitt avanzó directamente a segunda ronda en singles ya que fue preclasificado cuarto. En su primer partido, contra el Lucky Loser Somdev Devvarman, Hewitt cayó el primer set, antes de luchar para ganar en tres sets. Luego perdió ante Juan Ignacio Chela. El próximo torneo de Hewitt estaba programado para ser el Masters de Montecarlo. Sin embargo, se retiró debido a una lesión recurrente.
Hewitt llegó a la segunda ronda en Barcelona, antes de perder ante Eduardo Schwank, y perdió en la segunda ronda del Internazionali BNL d'Italia ante Guillermo García-López. Hewitt luego viajó de regreso a Australia para participar en una eliminatoria de Copa Davis contra Japón, ganando sus dos partidos de individuales.
En el Abierto de Francia, Hewitt llegó a la tercera ronda, antes de perder ante Rafael Nadal, quien ganó el título sin perder un set y tomó el primer lugar del Ranking ATP.
El 13 de junio, Hewitt derrotó a Roger Federer en la final del Gerry Weber Open en Halle, Alemania, una puesta a punto de hierba para Campeonato de Wimbledon. La victoria fue la primera de Hewitt sobre Federer desde 2003 y rompió una racha de 15 derrotas consecutivas contra el suizo.
En Wimbledon, Hewitt fue preclasificado número 15 y perdió ante el tercer cabeza de serie, Novak Djokovic en la cuarta ronda. Después de dejar caer los primeros dos sets, Hewitt aprovechó una enfermedad estomacal que Djokovic tuvo para tomar el tercer set. Sin embargo, Hewitt no pudo hacer una reaparición, y terminó perdiendo en cuatro sets.
En el Torneo de Atlanta 2010, Hewitt perdió en la primera ronda contra Lukáš Lacko. Se retiró de la Rogers Cup en Toronto para recuperarse, y regresó en Cincinnati. Hewitt derrotó a Yen-Hsun Lu en la primera ronda, antes de perder en tres sets ante el quinto cabeza de serie Robin Söderling.
Hewitt fue 32.º preclasificado en el US Open 2010 y perdió su partido de primera ronda contra Paul-Henri Mathieu en cinco sets. Fue su primera caída en primera ronda en el US Open. Se retiró de la Gira Asiática en cancha dura debido a una lesión en la muñeca sufrida durante la derrota en la postemporada de la Copa Davis 2010 contra Bélgica.
Terminó la temporada 2010 en el puesto 54.º.

### 2011: Primeros problemas con las lesiones y salida del Top 100
Hewitt comenzó su temporada 15 en el ATP World Tour en la Copa Hopman en Perth. Derrotó a su oponente belga Ruben Bemelmans y ganó la eliminatoria para Australia con una victoria en tres sets en los dobles mixtos, asociada con Alicia Molik. Luego enfrentó al n.º 3 Novak Djokovic, pero perdió en sets corridos. Para su último partido individual del torneo, jugó contra el kazajo Andréi Gólubev, derrotándolo en sets corridos.
Después de la Copa Hopman, Hewitt compitió en el AAMI Kooyong Classic, un torneo de exhibición en preparación para el Abierto de Australia. Comenzó el torneo sólidamente, sacando al tercer cabeza de serie Mijaíl Yuzhny. En la segunda ronda, derrotó al ruso Nikolai Davydenko. En la final, derrotó al francés Gaël Monfils. Era la primera vez que Hewitt jugaba en el torneo.
En el Australian Open 2011, Hewitt fue derrotado en la primera ronda en cinco sets por el argentino David Nalbandian. Hewitt iba ganando dos sets a uno y durante el cuarto set tuvo la oportunidad de finalizar el partido, cuando los puntajes fueron 3-1 y 0-40 a favor de Hewitt, pero no supo capitalizar la situación. Además, Hewitt tuvo dos oportunidades de partido en el último set para cerrar la victoria. Sin embargo, a uno de ellos recibió una excelente respuesta de Nalbandian, y luego salvó al otro, asegurando la victoria por 3-6, 6-4, 3-6, 7-6(1) y 9-7.
Después del Abierto de Australia, Hewitt participó en el SAP Open, un evento ATP 250. Derrotó a su oponente de primera ronda Björn Phau, y procedió a la segunda ronda contra Brian Dabul. Hewitt tuvo algunos problemas con Dabul, perdiendo el primer set, pero logró derrotarlo. En los cuartos de final, Hewitt jugó contra el excampeón del Abierto de Estados Unidos, Juan Martín del Potro, quien estaba de regreso de una lesión en la muñeca. En una actuación débil, Hewitt perdió.
El siguiente torneo en el que Hewitt participó fue el ATP 500 de Memphis, Hewitt venció a Lu Yen-Hsun en la ronda de apertura. Avanzó a la segunda ronda contra Adrian Mannarino. A pesar de perder el primer set, Hewitt derrotó a Mannarino. En los cuartos de final, Hewitt enfrentó al primer preclasificado Andy Roddick. A pesar de ser un duelo parejo, Hewitt perdió el partido.
Hewitt luego jugó en el BNP Paribas Open 2011. Su oponente de primera ronda fue Lu Yen-Hsun de China Taipéi. Esta era la segunda vez consecutiva que los dos se habían enfrentado en la primera ronda, y sufrió una derrota sorpresiva. Este iba a ser el último evento de Hewitt en el ATP Tour durante más de tres meses después de que se sometió a una cirugía en su pie izquierdo.
Hizo su regreso en el ATP de Halle en Alemania, donde regresó como campeón defensor. Originalmente estaba programado para enfrentarse al primer preclasificado Roger Federer en la primera ronda. Sin embargo, el suizo se retiró después de llegar a la final del Abierto de Francia. Por lo tanto, Hewitt se enfrentó a un suplente de Argentina, Leonardo Mayer y pasó el partido cómodamente. En la segunda ronda, enfrentó a Andreas Seppi y lo derrotó. Sin embargo, el reinado de Hewitt como campeón de Halle llegó a su fin a manos del favorito local Philipp Kohlschreiber, cuando el australiano cayó en sets corridos. Durante este partido, Hewitt giró el tobillo cuando entró a la red para tratar de alcanzar una pelota. La semana siguiente, Hewitt tuvo que retirarse durante un partido de primera ronda en el Torneo de Queen's Club contra Olivier Rochus. Esto fue el resultado de la lesión de tobillo que había sufrido en Halle la semana anterior.
Hewitt llegó a Wimbledon 2011 con dudas sobre su estado físico y condición y no fue cabeza de serie en el sorteo. Hewitt se enfrentó a Kei Nishikori de Japón en la primera ronda y ganó en cuatro sets cerrados. En la segunda ronda, Hewitt se enfrentó al quinto preclasificado Robin Söderling. Hewitt ganó el primer set en un desempate y el segundo set. Söderling luchó para remontar el partido y ganar por (7)6-7, 3-6, 7-5, 6-4 y 6-4.
El próximo torneo de Hewitt fue el ATP 250 de Atlany. Hewitt ganó su partido de primera ronda contra el clasificado estadounidense Phillip Simmonds en sets corridos para avanzar a la segunda ronda. Pasó a perder su encuentro de segunda ronda contra el clasificado estadounidense Rajeev Ram. Después de esta derrota, Hewitt, que había sido programado para jugar en Los Ángeles la semana siguiente, optó por no aceptar la oferta de un comodín y se retiró del evento para recuperarse de una lesión en el pie.
Luego se le ofreció un Will Card para jugar en el Abierto de Estados Unidos 2011, pero no pudo jugar debido a una lesión en el pie que terminó su temporada.
Finalmente terminó el año en el puesto 186.º, saliendo del top 100 por primera vez en 11 años.

### 2012: Primera final ATP en dos años

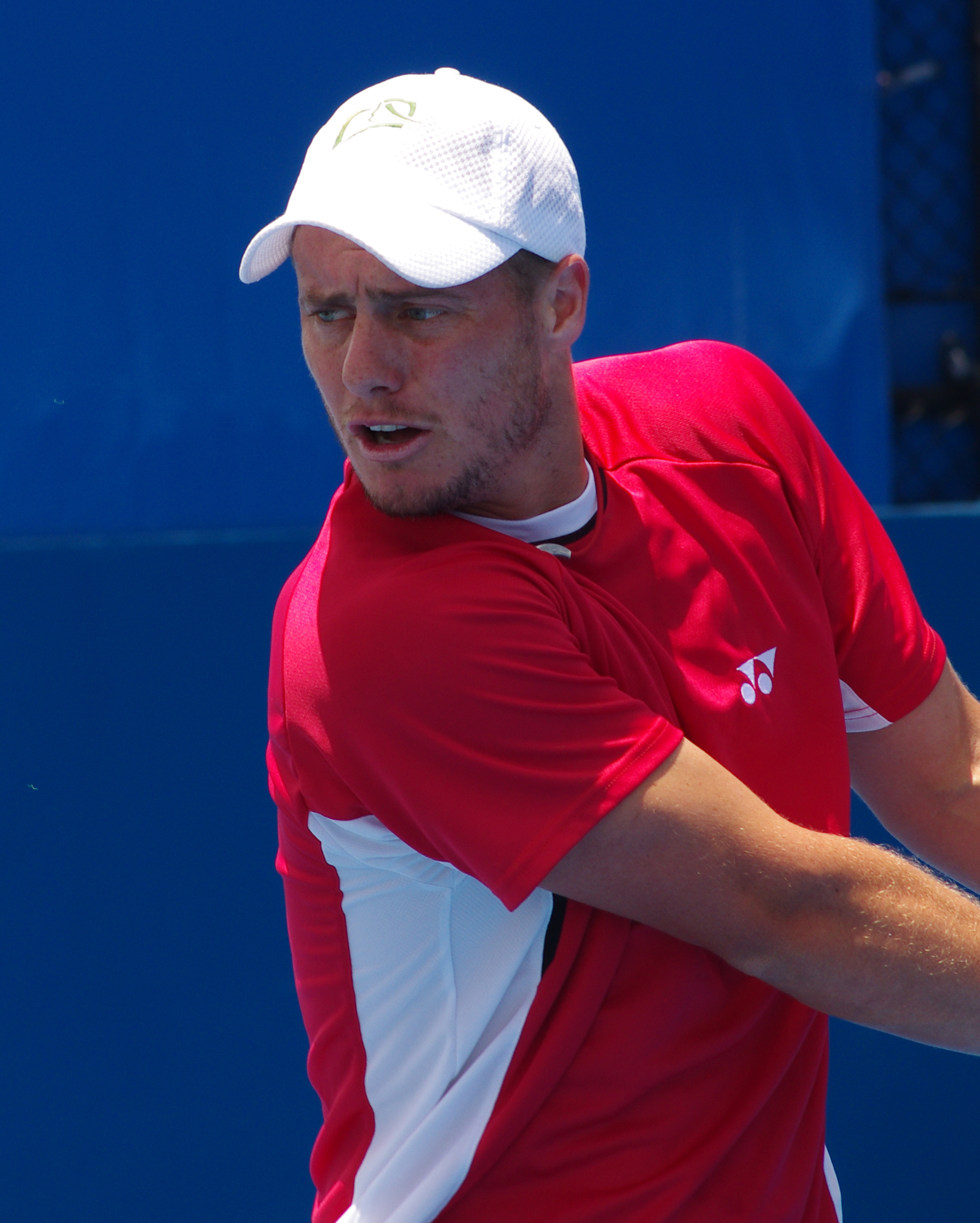
Hewitt llegaría a su primera final ATP en casi dos años en Newport, además llegó a la cuarta ronda en el Abierto de Australia, finalizó la temporada en el puesto 83

Hewitt comenzó su temporada 2012 en la Copa Hopman 2012. En el primer partido de sencillos contra España, Hewitt perdió en singles ante Fernando Verdasco. Para el partido de dobles mixtos, Hewitt se asoció con Jarmila Gajdošová. Perdieron el partido en tres sets 6-3, 3-6, 13-11, a pesar de estar 5-1 arriba en el último set de desempate. En el segundo empate frente a Francia, Hewitt perdió contra Richard Gasquet en individuales y en sets corridos en dobles mixtos. En el último empate contra China, Hewitt derrotó a Di Wu en sets corridos y ganó el partido de dobles mixtos. Su siguiente torneo fue el Sidney International, donde perdió en la primera ronda contra el quinto preclasificado serbio Viktor Troicki.
Su próximo torneo fue el Australian Open 2012. En dobles, junto a su compatriota asociado Peter Luczak, los australianos fueron hasta la segunda ronda, donde perdieron en sets corridos ante los hermanos Bryan. En singles, donde se le otorgó un Will Card, Hewitt ganó su primer partido derrotando a no cabeza de serie Cedrik-Marcel Stebe en casi cuatro horas. Su veterano rival Andy Roddick, quien fue cabeza de serie número 15, esperaba a Hewitt en la segunda ronda. Después de dejar caer el primer set, Hewitt ganó los siguientes dos. Roddick luego se retiró debido a una lesión en la ingle y Hewitt avanzó. En la tercera ronda, se enfrentó al 23.ª cabeza de serie Milos Raonic. Jugando de noche frente a una bulliciosa multitud australiana, Hewitt ganó a Raonic en 3 horas y 6 minutos. En la cuarta ronda, Hewitt se enfrentó al campeón que regresaba y al n.º 1 del ranking Novak Djokovic. Djokovic ganó los primeros dos sets con bastante facilidad, y estaba ganando 3-0 en el tercer set cuando Hewitt lanzó un animado regreso, llevándose el set 6-4. Djokovic finalmente prevaleció, ganando el partido por 6-1, 6-3, 4-6 y 6-3, terminando la carrera de Hewitt.
Los dos siguientes partidos de Hewitt fueron en febrero en la Copa Davis 2012, donde ganó un partido de individuales y otro de dobles con Chris Guccione, lo que le otorgó a Australia para ir a los playoffs una vez más. Después de esto, Hewitt necesitó una operación para tener un plato insertado en su dedo del pie.

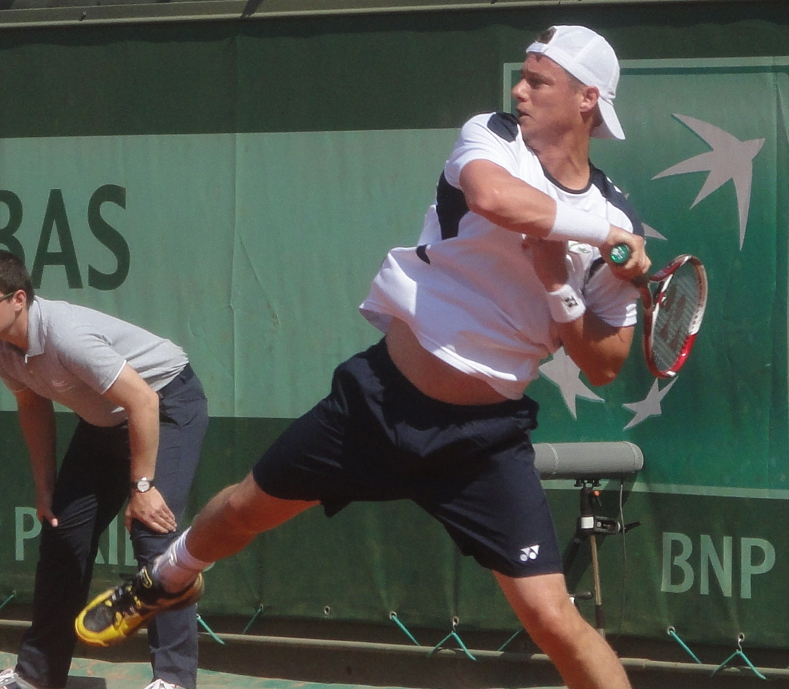
Hewitt en el Torneo de Roland Garros 2012.

Hewitt regresó con un comodín en el Abierto de Francia donde perdió en la primera ronda contra Blaž Kavčič. Después de esto, Hewitt comenzó su temporada de césped en el Queen's Club. Desafortunadamente perdió en la primera ronda ante el croata Ivo Karlović. El siguiente torneo de Hewitt fue el tercer Grand Slam del año; Wimbledon 2012, donde fue derrotado en la primera ronda por el quinto cabeza de serie Jo-Wilfried Tsonga. Durante este partido, ITF lanzó los comodines para las Olimpiadas de 2012, y el nombre de Hewitt estaba en la lista de sencillos, marcando su tercera aparición en los Juegos Olímpicos (2000, 2008 y ahora). Después de su derrota contra Tsonga, Hewitt jugó dobles con su compatriota Chris Guccione, donde hicieron tercera ronda antes de perder en 4 sets.
Después de Wimbledon, viendo para prepararse para los Juegos Olímpicos, a Hewitt se le otorgó un comodín en Torneo de Newport. En la ronda de apertura, derrotó al canadiense Vasek Pospisil. En la segunda ronda, ganó en tres sets, derrocando al estadounidense Tim Smyczek. En su próximo partido, el australiano ganó contra el israelí Dudi Sela. Con esta victoria, Hewitt pasó a la semifinal (la primera desde Halle 2010), donde ganó el estadounidense Rajeev Ram. Perdió ante el cabeza de serie John Isner en la final.

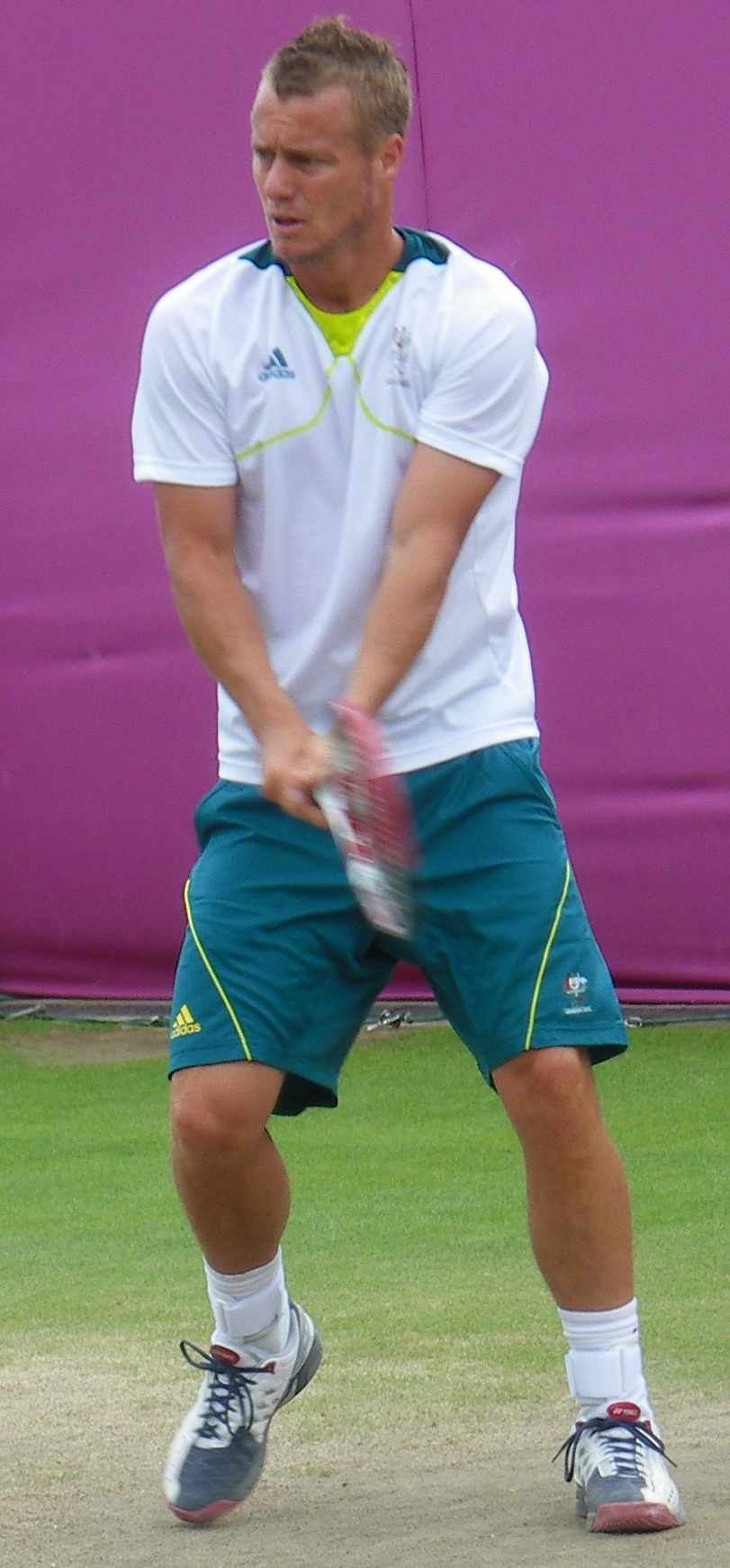
Lleyton entrenando previo a los Juegos Olímpicos de Londres 2012.

Jugando en las Olimpiadas, Hewitt se enfrentó a Sergui Stajovski y ganó. Marin Čilić, cabeza de serie número 13, esperaba en la segunda ronda y Hewitt despachó al croata en dos sets para avanzar a la tercera ronda. Allí, se encontró con el segundo cabeza de serie Novak Djokovic. Después de perder el primer set, Djokovic superó a Hewitt para tomar los últimos dos sets y eliminar a Hewitt del torneo. En los dobles mixtos, él y Samantha Stosur llegaron a los cuartos de final, donde perdieron dos sets a uno ante los británicos Andy Murray y Laura Robson.
Comenzando la temporada de pistas duras americanas, Hewitt recibió un WC para el Masters de Cincinnati, donde ganó contra Mijaíl Yuzhny en la primera ronda antes de perder ante Viktor Troicki en la segunda ronda. El siguiente torneo del Australiano fue el US Open 2012, donde recibió un WC, completando el "Wild Card Slam" (recibió wild cards en los cuatro Grand Slam en 2012). En la primera ronda, Hewitt se enfrentó a Tobias Kamke, ganando su primer partido en Flushing Meadows desde 2009. En la segunda ronda, Hewitt ganó un maratón de cinco sets contra Gilles Müller. En la tercera ronda, Hewitt perdió ante el cuarto cabeza de serie y el n.º 5 del ranking David Ferrer.
Terminó la temporada en el puesto 83.º.

### 2013: Cinco victorias sobre Top 10 y esperanza de resurgimiento

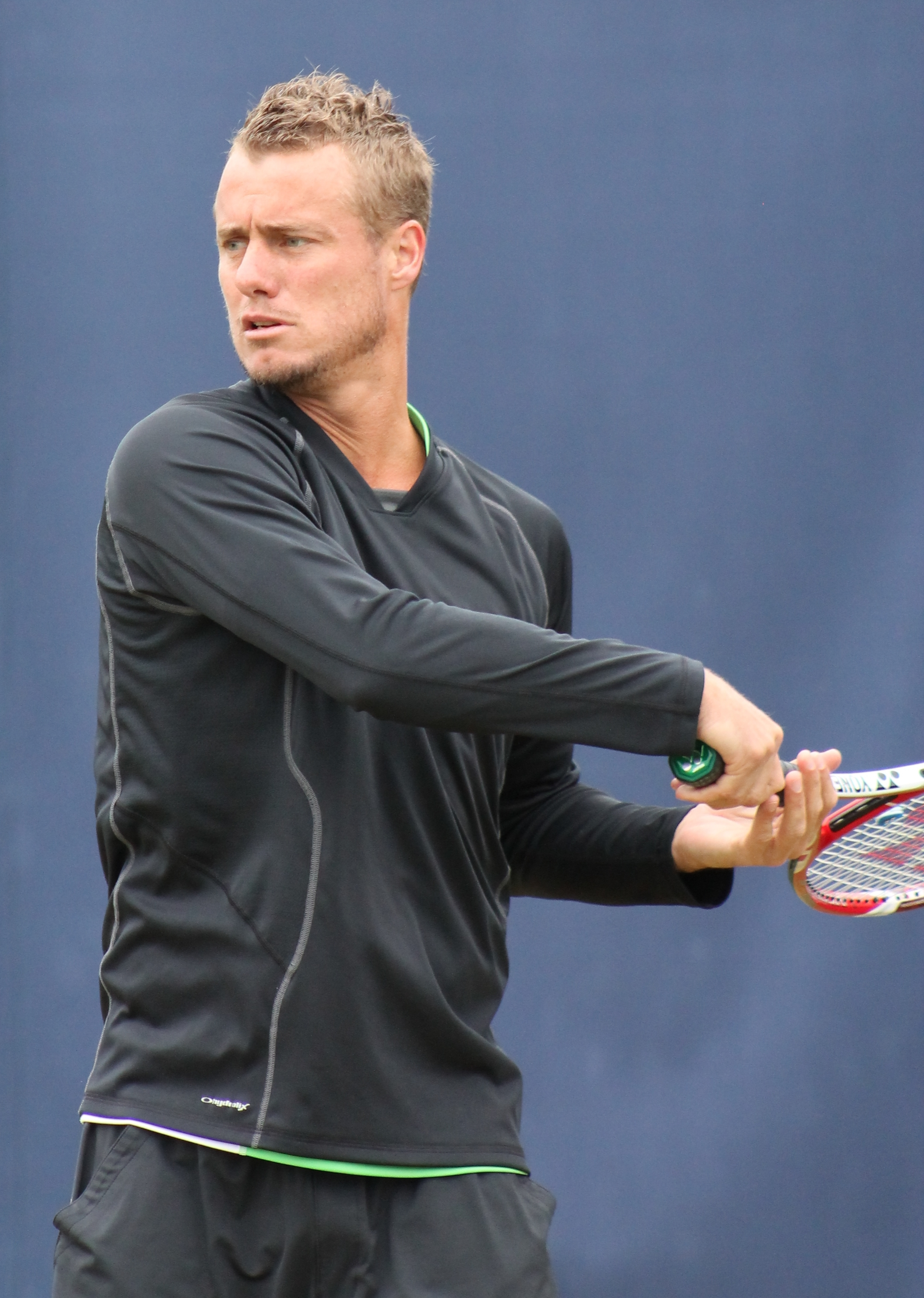
Hewitt en 2013 obtendría un total de 8 victorias sobre Top 10 (5 en partidos oficiales y 3 en exhibiciones, en cuanto a los Grand Slam cayó en tres de cuatro en la primera ronda y en el US Open llega a la tercera ronda

Hewitt comenzó 2013 en Brisbane, donde perdió en la segunda ronda contra Denis Istomin en sets corridos. Antes del Abierto de Australia, Hewitt participó en el torneo de exhibición AAMI Kooyong Classic, en el que derrotó a Milos Raonic, Tomáš Berdych y Juan Martín del Potro en el camino para reclamar su segundo título.

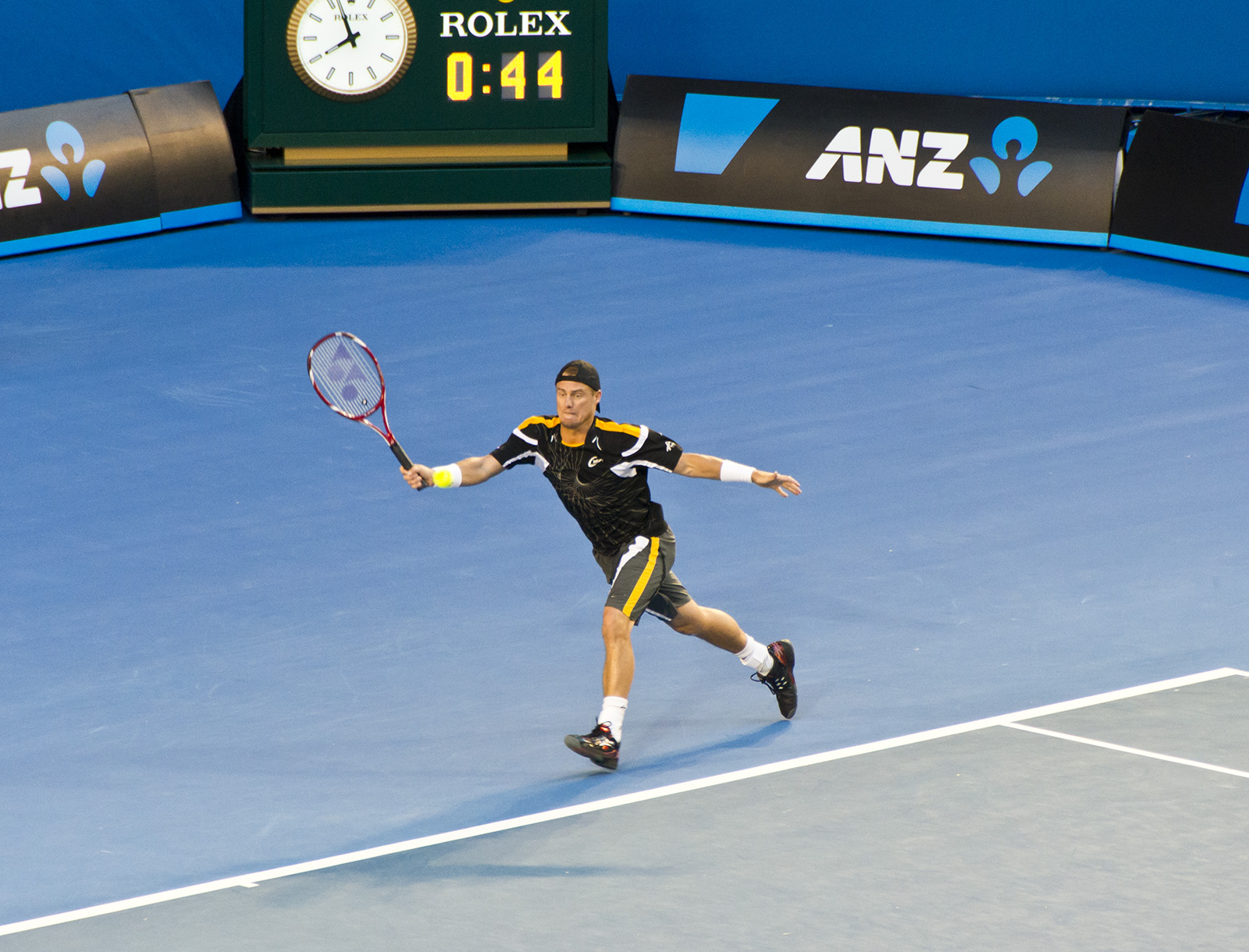
Lleyton Hewitt en el Abierto de Australia 2013.

Debido a su excelente resultado en el evento de preparación antes del Australian Open 2013 la gente tenía grandes expectativas de Hewitt. Sin embargo, sufrió su sexta salida en la primera ronda en su carrera en casa ante el n.º 9 Janko Tipsarević en sets corridos. Hewitt luego jugó en la Copa Davis frente a Taiwán y ganó tanto en individuales como en dobles.
Jugó el SAP Open perdiendo su partido de segunda ronda contra el tercer preclasificado estadounidense Sam Querrey en una batalla de tres sets. También reclamó un comodín para jugar en dobles con su compañero australiano Marinko Matosevic, derrotando al dúo estadounidense número 1 Mike y Bob Bryan en los cuartos de final, antes de perder ante Xavier Malisse y Frank Moser en la final. Con los dobles de Hewitt en el torneo, superó la marca de 100 victorias en dobles. Luego participó en el Torneo de Memphis. Se enfrentó a Yen-Hsun Lu en la ronda de apertura, salvando dos puntos de partido en tres sets. Perdió ante Denis Istomin, nuevamente en la segunda ronda.
Hewitt pasó a jugar el BNP Paribas Open, derrotando a Lukáš Rosol y al 15.º cabeza de serie John Isner, antes de perder ante el N.° 18 Stanislas Wawrinka. Hewitt perdió ante Gilles Simon en la primera ronda en Roland Garros 2013. Después de ganar los primeros dos sets, sucumbió en cinco.
En su primer partido en el Torneo de Queen's Club 2013, venció a Michael Russell en tres sets. Seguido esto de una victoria sobre Grigor Dimitrov en sets corridos. Luego derrotó a Sam Querrey para reservar un lugar en los cuartos de final. En los cuartos de final, derrotó al n.º 8 Juan Martín del Potro en tres sets, para avanzar a las semifinales. Hewitt jugó frente a Marin Čilić en las semifinales, pero fue vencido en tres sets. En Wimbledon, Hewitt venció al miembro de los diez mejores Stanislas Wawrinka en la primera ronda en sets corridos. Luego fue derrotado por el clasificado Dustin Brown en la segunda ronda en cuatro sets.
En julio de 2013, llegó a su primera final del año, derrotando a Matthew Ebden, Prakash Amritraj, Jan Hernych y John Isner el camino. Fue golpeado por Nicolas Mahut habiendo servido para el campeonato en 5-4 en el segundo set. Su buena forma continuó en el Atlanta Open, derrotando a Édouard Roger-Vasselin 6-4, 6-4, Rhyne Williams 7-6, 6-4 y Ivan Dodig 1-6, 6-3, 6-0 en los cuartos de final. Hewitt enfrentó a John Isner en las semifinales, pero perdió en tres sets difíciles.

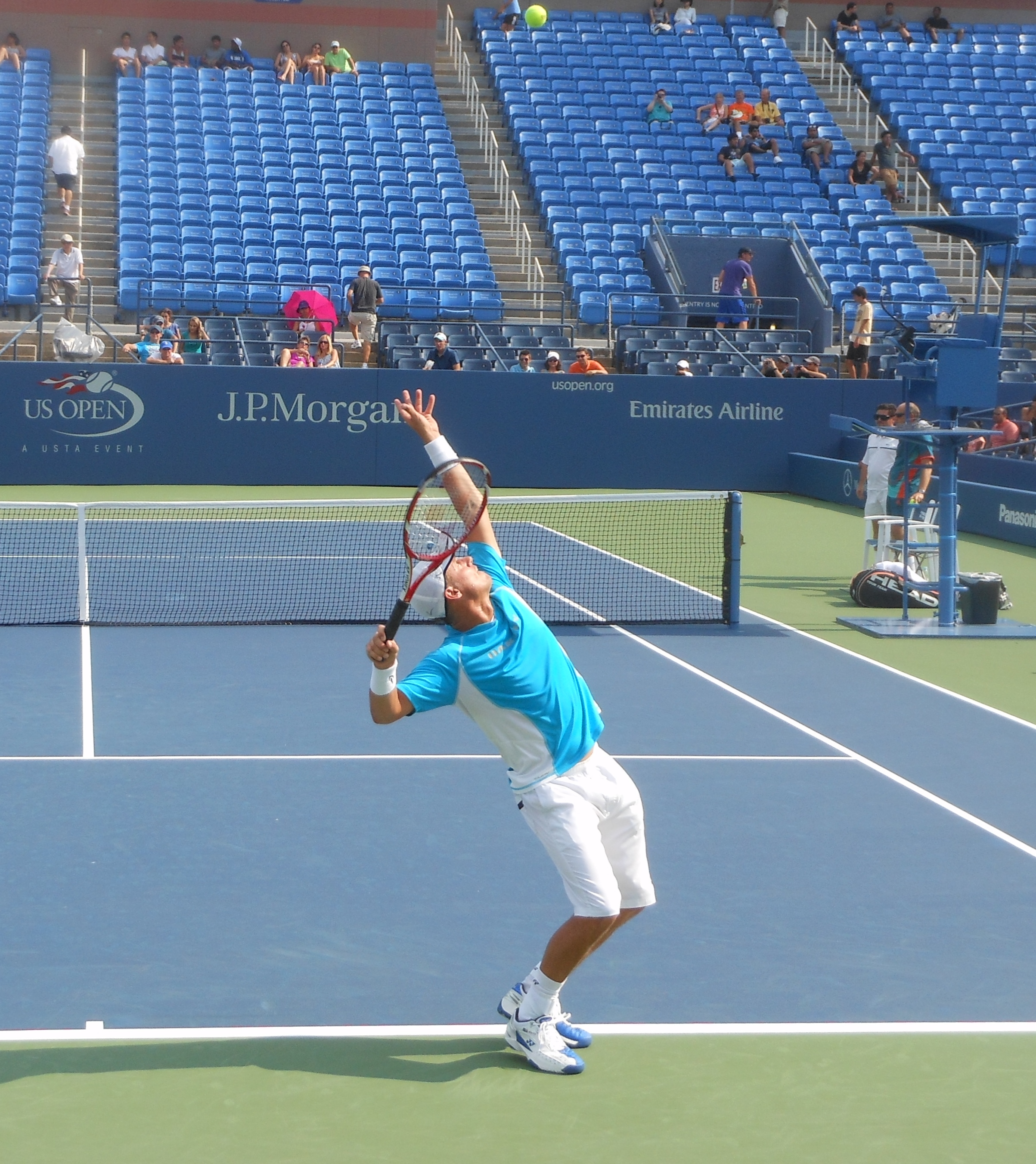
Hewitt en el Abierto de Estados Unidos 2013.

Su US Open 2013 comenzó bien, derrotando a Brian Baker en cuatro sets y siguiendo con un revés épico en cinco sets ante el excampeón del US Open Juan Martín del Potro, donde Hewitt regresó de dos sets a uno contra el n.º 6, ganando un cuarto set de desempate y sellando el partido 6-1 en el quinto (Victoria por 6-4, 5-7, 3-6, 7-6 y 6-1). Venció a Yevgueni Donskói en la tercera ronda para establecer un partido de cuarta ronda con Mijaíl Yuzhny. Hewitt luego perdió ante Youzhny por 3-6, 6-3, 7-6, 4-6, 7-5, a pesar de liderar 4-1 en el cuarto set y servir para el partido en 5-3 en el quinto set. Una medida del éxito de la temporada 2013 de Hewitt es el hecho de que ganó la "medalla John Newcobe" como el jugador de tenis australiano más destacado en 2013, un año en el que regresó a los 100 mejores del mundo.

### 2014: 29.º y 30.º Título ATP, 600 victorias y regreso al Top 40

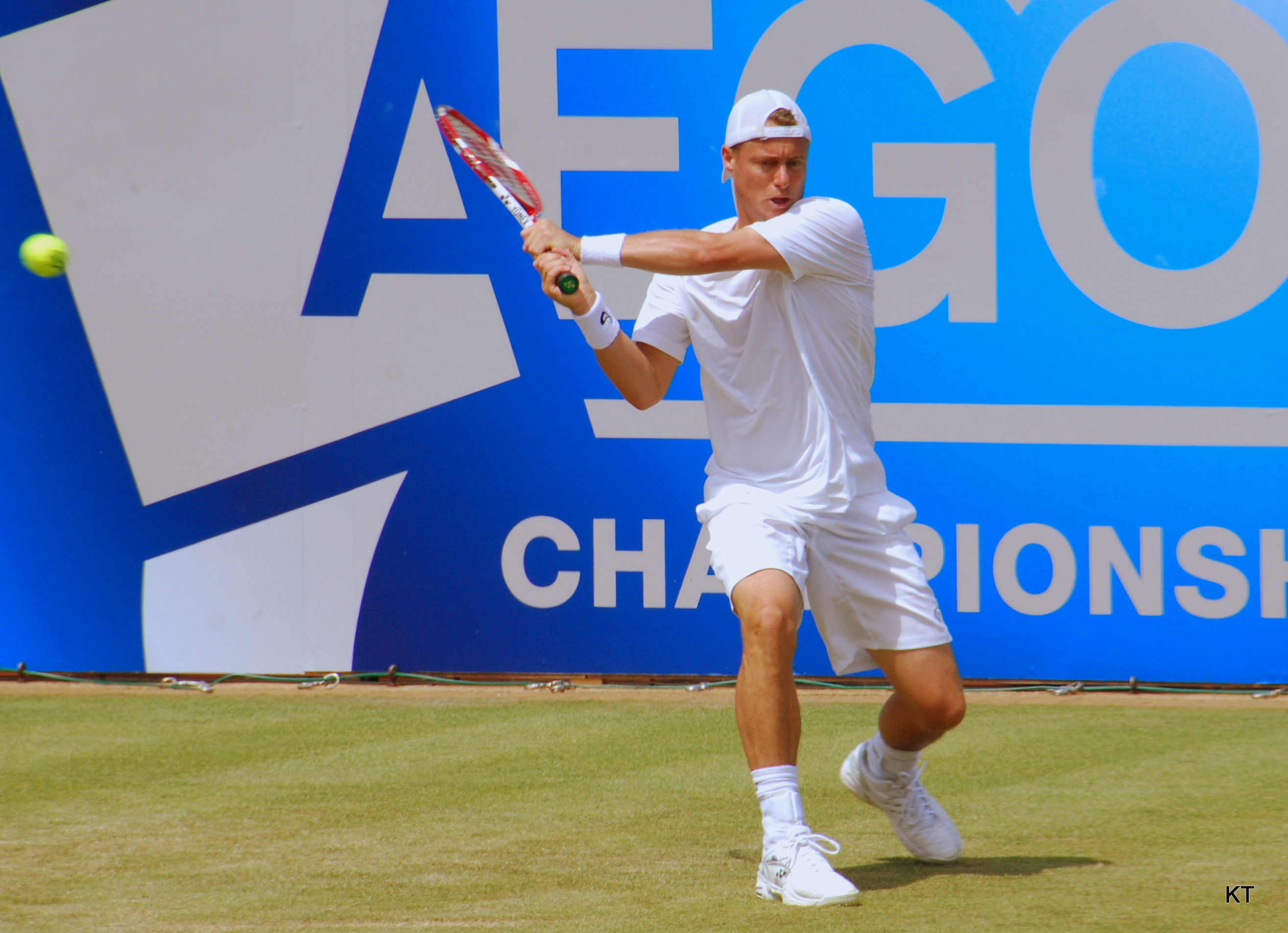
Lleyton Hewitt en 2014 volvería a ganar un título después de cuatro años, además en 2014 volvió a ganar más de dos títulos en una temporada por primera vez en diez años, también llegó a las 600 victorias como profesional y regreso al 40, terminando su año en el puesto 50

Hewitt inició la temporada 2014 como un participante en el Brisbane International 2014. Ganó su primer partido contra Thanasi Kokkinakis en sets corridos. Su partido de la segunda ronda fue contra el sexto cabeza de serie Feliciano López, a quien derrotó. Su encuentro de cuartos de final contra el clasificado Marius Copil dio como resultado una victoria en sets corridos. En las semifinales, Hewitt se enfrentó al segundo cabeza de serie Kei Nishikori. Hewitt se impuso, estableciendo el partido final contra el ganador de Grand Slam en diecisiete ocasiones Roger Federer. Federer tuvo un récord de 18-8 mano a mano contra Hewitt. Hewitt logró cambiar el rumbo ante Federer y terminó ganando por 6-1, 4-6, 6-3 y capturando el título, que fue el 29.º y el primero desde 2010. Como resultado, su rango aumentó de 60.º a 43.º, convirtiéndose en número australiano. una vez más.
En el Abierto de Australia 2014, Hewitt jugó sencillos y dobles. En su partido de individuales de primera ronda, perdió contra el cabeza de serie n.º 24 Andreas Seppi. En acción de dobles, Hewitt se asoció con el retirado y ex número uno australiano Pat Rafter. Sin embargo, el dúo no logró ganar su primer partido de la ronda contra Eric Butorac y Raven Klaasen, perdiendo 4-6, 5-7. Después del torneo, el rango de sencillos de Hewitt ascendió al puesto 38.º, su posición más alta desde finales de 2010.
Después del Abierto de Australia, Hewitt jugó como parte del equipo representativo de Australia para la Copa Davis. Perdió su partido contra Jo-Wilfried Tsonga 3-6, 2-6, 6-7(2-7). Luego compitió en el Torneo de Memphis 2014 siendo derrotado dieciseisavos de final, pasó a derrotar a Marcos Baghdatis en tres sets por 1-6, 6-2, 6-0 antes de perder ante Michael Russell por 6-3 y 7-6(6). Su próximo torneo fue el Torneo de Delray Beach donde venció a Bradley Klahn en sets corridos; 6-3, 6-1. Luego enfrentó a su compatriota Marinko Matosevic pero se vio obligado a retirarse después de lesionarse el hombro. El puntaje fue (2)6-7.
Hewitt jugó en el BNP Paribas Open donde derrotó a Matthew Ebden por 7-6(2), 3-6, 6-3. Luego perdió ante Kevin Anderson por (5)6-7 y 4-6.
Hewitt luego jugó en el Sony Open Tennis donde derrotó a Robin Haase en la ronda de 128, 3-6, 6-3, 6-3 sumando victoria n°600 en el circuito profesional ingresando al selecto grupo de los 20 tenistas con más victorias de la historia de la ATP, luego perdió con el n.º 1 Rafael Nadal.

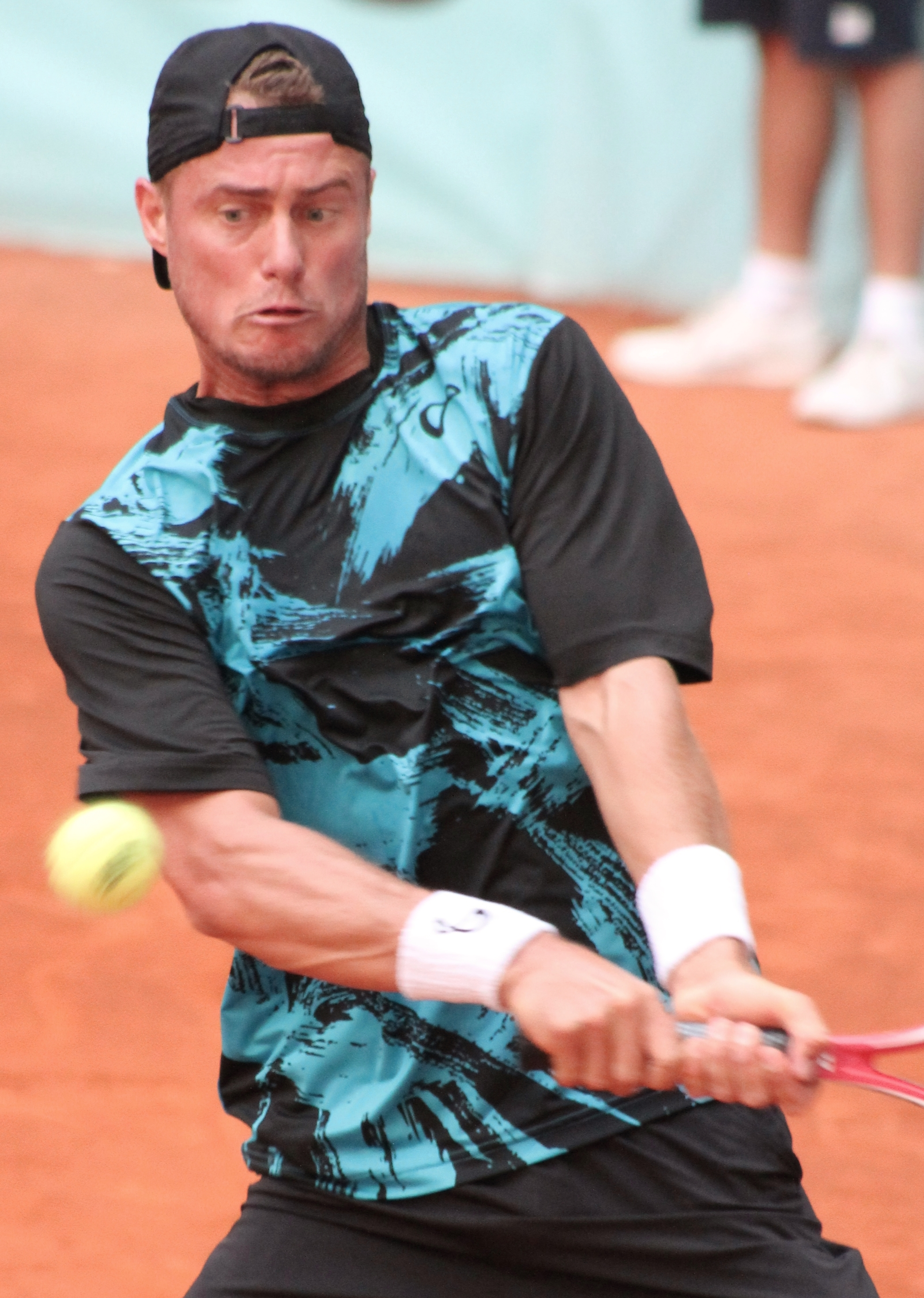
Hewitt en el Mutua Madrid Open 2014.

Hewitt sufrió tres derrotas consecutivas en las primeras rondas de Múnich ante Albert Ramos por 7-6(6), 1-6 y 0-6, Mutua Madrid Open ante Santiago Giraldo por 5-7, 6-4, 2-6 y en el Abierto de Francia cayendo ante Carlos Berlocq por 6-3, 2-6, 1-6, 4-6. Esto terminó la Temporada de canchas lentas de Hewitt.
En el Torneo de Queen's Club 2014, Hewitt ganó en la primera ronda contra Daniel Gimeno-Traver en sets corridos antes de perder con Feliciano López por 3-6, 4-6. Después de este torneo, Hewitt jugó en Wimbledon donde ganó en la primera ronda contra Michal Przysiezny por 6-2, (14)6-7, 6-1, 6-4 antes de perder en la segunda ronda en cinco sets ante Jerzy Janowicz por 5-7, 4-6, 7-6(7), 6-4, 3-6.
Luego compitió en el Torneo de Newport 2014 donde fue cabeza de serie en tercer lugar. Hewitt avanzó a la final por tercer año consecutivo donde enfrentaría a Ivo Karlović. Hewitt mató a sus demonios de Newport y derrotó al gigante croata en tres sets: 6-3, (4)6-7, 7-6(3). Era su trigésimo título de sencillos en su carrera. Hewitt también ganó el título de dobles con su compatriota Chris Guccione más tarde ese mismo día.
En julio de 2014, el libro "Facing Hewitt" (Frente a Hewitt) fue publicado por el autor Scoop Malinowski, el libro contiene más de 50 entrevistas con jugadores de ATP sobre sus experiencias de jugar con Hewitt. Hewitt recibió una copia en Newport después de su victoria en cuartos de final frente al estadounidense Steve Johnson.
El 10 de agosto de 2014, Hewitt derrotó a Jürgen Melzer en tres sets (3-6, 6-4, 6-4) en el Western & Southern 2014 para alcanzar las 610 victorias en el ATP Tour. Eso le permitió subir al número 19 de tenistas con más victorias, superando a Björn Borg y Yevgeny Kafelnikov en el proceso.
Terminó 2014 en el puesto 50.º.

### 2015: Caída en el Ranking ATP
Hasta principios de 2015, con 33 años, fue el n.º 1 de Australia, superando a la generación siguiente de tenistas australianos (Marinko Matosevic, Matthew Ebden, Chris Guccione, y Sam Groth), pero superado por una nueva generación de jóvenes liderados por Nick Kyrgios y Bernard Tomic, seguidos de John Millman, Jordan Thompson, Thanasi Kokkinakis y James Duckworth entre otros.
Hewitt comenzó su temporada 2015 como el campeón defensor del Brisbane International. En la primera ronda fue derrotado en sets corridos (3-6, 2-6) por su colega australiano Sam Groth en 58 minutos. Como resultado, bajó del rango n.º 50 al n.º 84 y perdió su posición de n.º 1 australiano que había mantenido durante muchos meses consecutivos. Hewitt jugó el primer partido de exhibición de tenis Fast4 (Que consistía en que el primero que ganaba 4 juegos se llevaba el set) contra Roger Federer, pero perdió en cinco sets.
Hewitt jugó entonces su 19.ª aparición consecutiva en el Abierto de Australia, que es la cuarta racha más larga en cualquier Grand Slam. En la primera ronda, venció al Will Card Zhang Ze en 4 sets. Luego perdió en cinco sets ante su oponente de segunda ronda Benjamin Becker a pesar de ganar los primeros dos sets.
En una conferencia de prensa, Hewitt mencionó sus planes de retirarse después del Abierto de Australia 2016 para convertirse en el capitán del Equipo de Copa Davis de Australia luego de que Pat Rafter dejara el cargo, convirtiéndose en el séptimo hombre en capitanear al equipo.

"Lo pensé mucho y tengo la intención de jugar el Abierto de Australia el próximo año y luego terminar". "En este momento, la Copa Davis es el enfoque principal para nosotros y luego estaré mirando hacia la temporada de césped y terminando aquí en Melbourne, que sería especial para mí jugar 20 abiertos australianos".
Lleyton Hewitt

Será la primera vez en Australia en el grupo mundial de la Copa Davis en seis años. Rafter y John Newcombe son los únicos otros dos hombres australianos que han ocupado el puesto número 1 desde que se establecieron los rangos en 1973.
Hewitt luego jugó el Miami Open 2015 y perdió en la primera ronda contra Thomaz Bellucci en tres sets. Luego fue galardonado con un comodín en el Torneo de Houston 2015 donde también perdió en la primera ronda contra Go Soeda.
Hewitt se saltó el resto de la temporada de canchas de arcilla, incluido el Torneo de Roland Garros, en su lugar optó por centrarse en la temporada de césped y Wimbledon. Comenzó su temporada de hierba en el Torneo de 's-Hertogenbosch 2015 donde perdió ante Nicolas Mahut en la primera ronda. También fue galardonado con un comodín en el Dobles masculinos donde se asoció con su compatriota Matt Reid cayeron ante los cuartos cabezas de serie Marin Draganja y Henri Kontinen en la primera ronda.

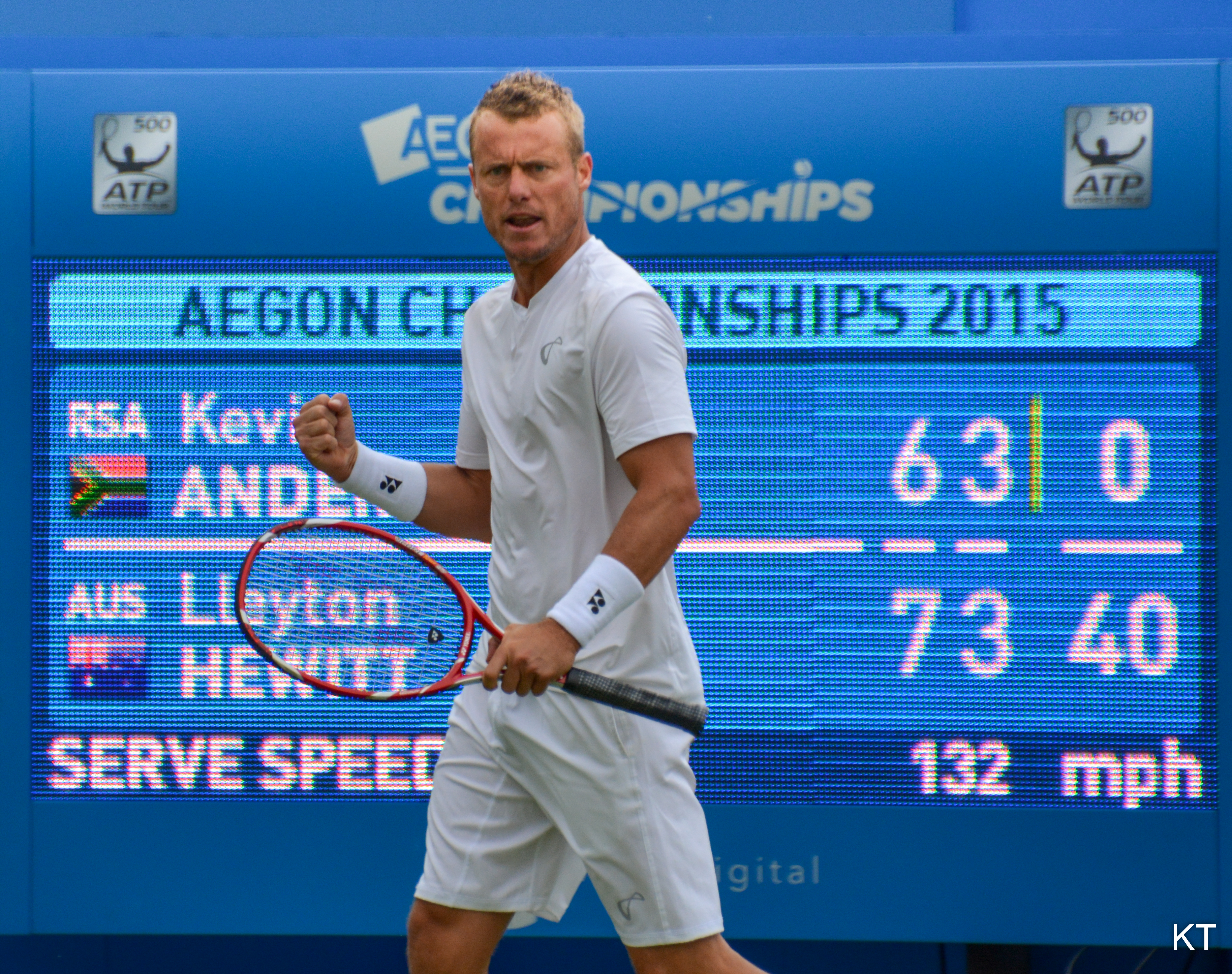
Lleyton Hewitt en el Torneo de Queen's Club 2015.

En Wimbledon 2015, Hewitt fue galardonado con un Will Card y fue derrotado en un emocionante partido con Jarkko Nieminen por 6-3, 3-6, 6-4, 0-6, 9-11 en la primera ronda de su decimoctava (18.º) y última aparición en el torneo. Se convirtió en su 44.º partido de cinco sets de su carrera de Grand Slam. A pesar de tres quiebres consecutivos en el quinto set, Hewitt sirvió y salvó tres puntos de partido a 4-5, y mantuvo el saque cada vez hasta el 20.º juego del quinto set. Después, tanto la multitud como el mismo Nieminen le dieron una ovación a Hewitt. Aliado de su compatriota Thanasi Kokkinakis, el dúo de Will Card llegó a la tercera ronda de los dobles masculinos de Wimbledon con dos partidos de cinco sets, incluida la derrota de la decimoquinta cabeza de serie, pero perdieron ante los cuartos sembrados. Hewitt jugó en los dobles mixtos con su compatriota Casey Dellacqua gracias a un Will Card y perdió en la segunda ronda, aparentemente terminando su carrera en Wimbledon.
Hewitt se asoció con Sam Groth para ganar el partido de dobles de cuartos de final de la Copa Davis de Australia contra Kazajistán en Darwin el 18 de julio. Con su actuación espectacular, Groth y Hewitt fueron seleccionados para jugar los últimos dos puntos de sencillos, reemplazando a Kyrgios y Kokkinakis respectivamente. Después del triunfo de Groth, Hewitt ganó el quinto punto decisivo contra Aleksandr Nedovyesov para poner a Australia 3-2 y alcanzar las semifinales. Fue la primera victoria de Australia desde 0-2 hacia abajo desde 1939.

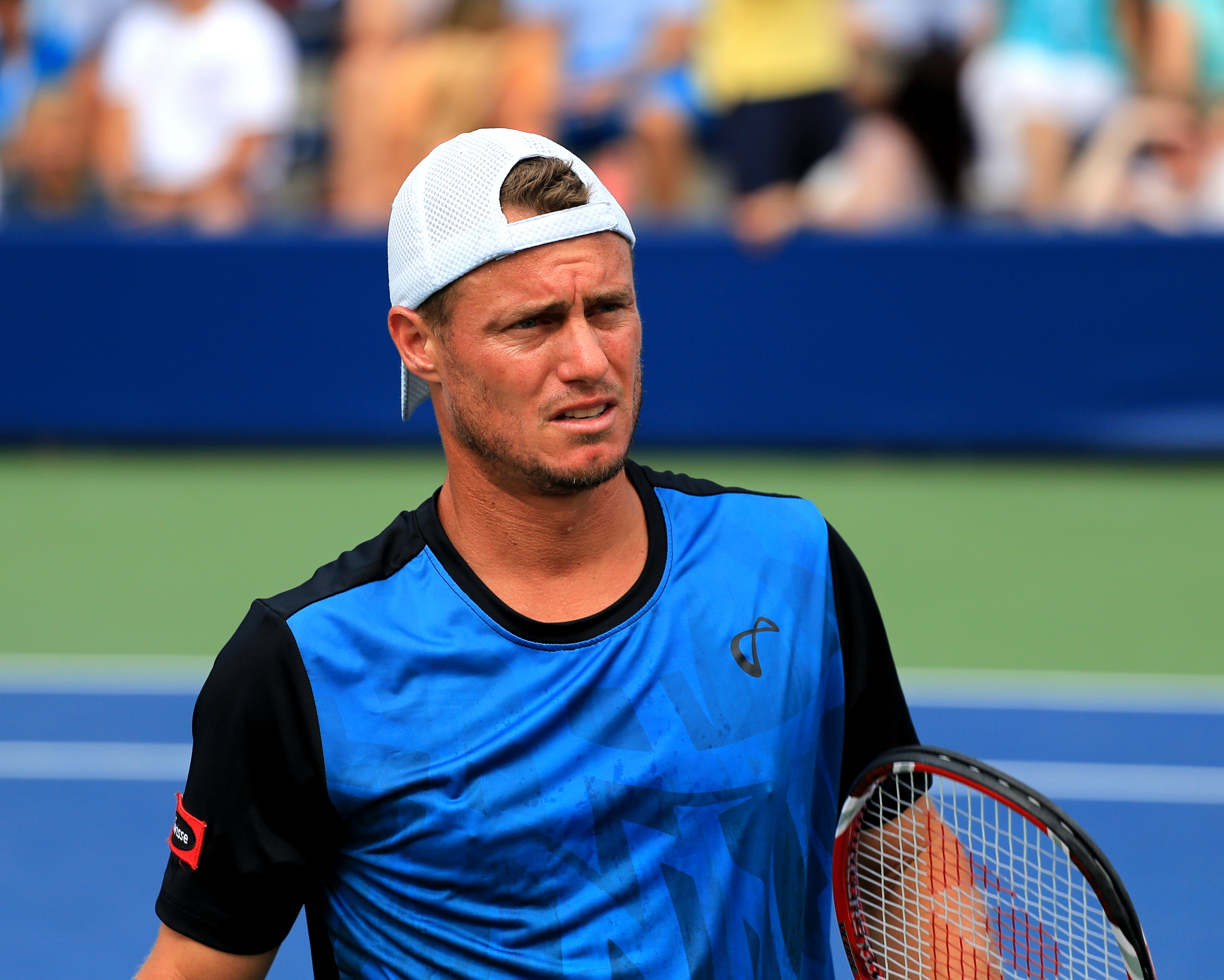
Lleyton Hewitt en el Abierto de Estados Unidos 2015 su última aparición en el Grand Slam neoyorquino

Perdió en la segunda ronda del US Open 2015 ante Bernard Tomic en cinco sets a pesar de tener dos puntos de partido. Hewitt se asoció con Sam Groth y perdió un difícil duelo de semifinales de la Copa Davis 2015 contra los hermanos británicos Murray en 5 sets. Todd Woodbridge lo aclamó como el "Mejor dobles que he visto durante años".
Terminó el año en el puesto 307.º.

### 2016: Retiro
Habiendo anunciado previamente sus intenciones de retirarse después del Abierto de Australia 2016, Hewitt confirmó que su última temporada consistiría en la Copa Hopman 2015 y la exhibición World Tennis Challenge.
En su vigésima aparición en el Abierto de Australia, ganó su primer partido de la ronda contra su compañero James Duckworth por 7-6, 6-2 y 6-4, finalmente el 21 de enero de 2016 perdió en la segunda ronda en 3 sets consecutivos al octavo cabeza de serie David Ferrer por 2-6, 4-6 y 4-6. Después del partido fue recordado por jugadores como Roger Federer, Rafael Nadal, Andy Murray y Nick Kyrgios como un hombre que estuvo en la cima del juego por años. y continuamente muestra el espíritu de lucha con el que se convirtió en sinónimo.
Fue nombrado miembro de la Orden de Australia en los premios anunciados en el Día de Australia.
En marzo, Hewitt salió de su retiro para reemplazar al lesionado Nick Kyrgios en la primera ronda de la Copa Davis contra los Estados Unidos En el Kooyong Lawn Tennis Club. Jugó dobles con John Peers contra los hermanos Bryan. El dúo australiano regresó de dos sets llegar al quinto, pero perdió el quinto set.
En junio se anunció que Hewitt tomaría un comodín en la competencia de dobles de Wimbledon, jugando junto a su compatriota Jordan Thompson. En la primera ronda, el par salvó ocho puntos de partido para derrotar a Nicolás Almagro y David Marrero 19-17 en el set decisivo. Sin embargo, perdieron ante los octavos cabezas de serie en la segunda ronda.

### 2018: Regreso al profesionalismo
En diciembre de 2017, se anunció que Hewitt saldría de su retiro y aceptaría un comodín de dobles con su compatriota Sam Groth en el Australian Open 2018 para homenajear el retiro de su compatriota.
Hewitt y Jordan Thompson aceptaron un comodín para jugar el dobles masculino del Brisbane International. Perdieron en la primera ronda contra Grigor Dimitrov y Ryan Harrison por 3-6, 6-1, 5-10.
Hewitt luego jugó en la exhibición fast4 en Sídney, donde perdió contra Grigor Dimitrov. Hewitt y Kyrgios luego ganaron los dobles contra Alexander Zverev y Grigor Dimitrov. Después de eso, jugó los Tie Break Tie en Melbourne donde ganó su primer partido contra Novak Djokovic, antes de perder ante el n.º 1 Rafael Nadal.
En el Abierto de Australia 2018 Hewitt y Groth llegaron a los cuartos de final, incluso com un triunfo sobre los 3.º cabeza de serie Jean-Julien Rojer y Horia Tecău. Este fue su mejor resultado de dobles en el Abierto de Australia en su carrera.

## Estilo de juego

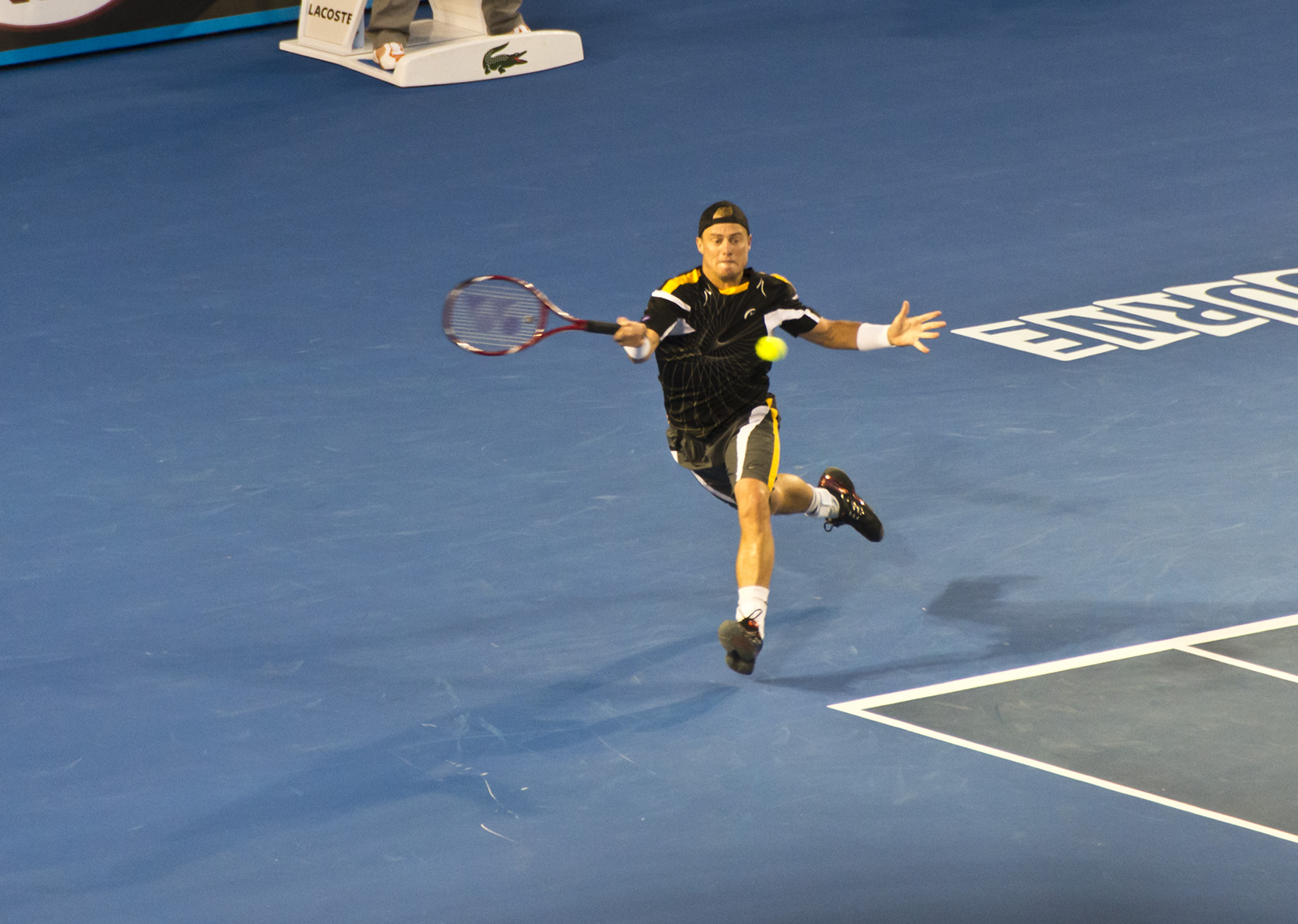

Hewitt es un jugador de contraataque defensivo. Por lo general, le gusta estar en la línea de fondo durante un rally y normalmente se acercará a la red solo para responder un drotshop de su oponente . La falta de profundidad de Hewitt en sus juego, más notablemente en su golpe de derecha, un tiro típicamente dominante en la mayoría de los jugadores masculinos, lo obliga a confiar en la colocación en lugar de simplemente "dominar" el punto.
En la Final del Masters de Cincinnati 2004, el comentarista MaliVai Washington dijo que "Hewitt era aún más difícil de acertar que Agassi porque obtiene más devoluciones en el juego. Las tácticas de Hewitt generalmente implican poner en juego devoluciones difíciles, persiguiendo consistentemente los intentos de tiros ganadores de su oponente, y manteniendo el balón profundo hasta que siente que puede golpear a un ganador".
A pesar de que es conocido principalmente como un jugador de línea de base, Hewitt es un experto voleador y es conocido por tener uno de los mejores remates (Golpe aéreo) en el juego. Su tiro de la firma, sin embargo, es el topspin ofensivo (globo) un tiro que ejecuta eficientemente en ambas líneas de la cancha cuando su oponente se acerca a la red. El capitán de la Copa Davis estadounidense Patrick McEnroe, Jim Courier y Tim Henman describieron el globo de Hewitt como el mejor del mundo (aunque Henman ha declarado desde entonces tener Andy Murray como su sucesor). En el libro de Andre Agassi "Open", Hewitt es descrito como uno de los mejores seleccionadores de tiro en la historia del tenis masculino.

## Representación nacional

### Copa Davis
Hewitt hizo su debut en la Copa Davis para Australia en los cuartos de final de 1999 a los 18 años contra el Estados Unidos en Massachusetts. En la primera ronda del encuentro, Hewitt se enfrentó al n.º 8 y cuarto finalista de Wimbledon Todd Martin. Hewitt causó la sorpresa sobre Martin y ganaría su segunda punto de sencillos contra Alex O'Brien también. El gran comienzo de su carrera en la Copa Davis continuaría en las semifinales de 1999 contra Rusia donde registraría otras dos victorias contra Marat Safin y Yevgeny Kafelnikov. Su primera derrota en la Copa Davis en la final de 1999 contra Francia pero se convertiría en campeón de la Copa Davis de todos modos. En 2000 Hewitt y Australia volverían a hacer la final de la Copa Davis pero cayeron ante España en Barcelona.
En 2001, Hewitt volvería a formar parte del equipo australiano que haría la final de la Copa Davis por tercer año consecutivo, pero los australianos perderían el quinto y último punto y le darían a Francia una victoria por 3-2. Decidido a enmendar sus últimas finales, Hewitt lideró al equipo australiano a la final de la Copa Davis 2003 contra España, donde derrotó a Juan Carlos Ferrero en cinco sets. El equipo salió victorioso 3-1 en general y Hewitt reclamó su segundo título de la Copa Davis. A la edad de 22 años, había registrado más victorias en sencillos de Copa Davis que cualquier otro jugador australiano. Después de la retirada de Pat Rafter y el semirretiro de Mark Philippoussis, Hewitt se vería obligado a liderar el equipo australiano de Copa Davis con poco éxito de sus compañeros. En los cuartos de final de 2006 en Melbourne, Hewitt derrotó al bielorruso Vladimir Voltchkov en solo 91 minutos. Voltchkov dijo antes del partido que "Hewitt no tiene armas para lastimarme". Hewitt respondió: "Voltchkov tiene una clasificación de 457.º para lastimarme". En las semifinales en Buenos Aires, en tierra batida, Hewitt perdió contra el argentino José Acasuso en cinco sets.
A pesar de una aparición en semifinales del grupo mundial en 2006, Hewitt y Australia quedarían relegados a la región de Asia/Oceanía en 2008. Hewitt continuó demostrando su compromiso con el equipo al competir en las regionales, pero el equipo cayó en los playoffs cada año entre 2008 y 2011. En el repechaje de 2011, jugó contra Roger Federer y Stanislas Wawrinka en una cancha de pasto en Sídney, perdiendo ambos partidos. En dobles, junto con Chris Guccione, fue capaz de derrotar a Federer y Wawrinka, pero esto no fue suficiente para llevar a Australia al Grupo Mundial.
En 2012, Hewitt ganó su partido de individuales y de dobles contra China en febrero, lo que le permitió a Australia regresar a los playoffs donde perdió contra Alemania. Después de derrotar a China Taipéi y Uzbekistán, Australia ganó el derecho a llegar a los playoffs de nuevo en 2013. Terminaron por vencer a Polonia 4-1 en su territorio, incluyendo un convincente triunfo por 6-1, 6-3 y 6-2 para Hewitt sobre el último cuartofinalista de Wimbledon, Lukasz Kubot.
En 2014, Australia se desplomó por 5-0 en el Grupo Mundial primero ronda en la arcilla francesa de La Roche sur Yon. Jo-Wilfried Tsonga venció a Hewitt tanto en singles como en dobles. Las canchas de césped de Perth sería anfitrión de otro partido de Repechaje para Australia en septiembre de 2014 contra Uzbekistán. Hewitt ganó tanto su partido individual (contra Farrukh Dustov) como su posterior dobles (se asoció a Chris Guccione v. Dustov e Istomin) en sets seguidos mientras que Nick Kyrgios ganaría su encuentro con Denis Istomin para darle a Australia una ventaja irreprochable de 3-0 sobre Uzbekistán, permitiendo así que su país se mantenga en el Grupo Mundial un año más. Sam Groth y Nick Kyrgios terminaron con una victoria de 5-0 un día después.
Hewitt jugó su penúltimo partido de Copa Davis contra Gran Bretaña en las Semifinales de la Copa Davis 2015. Jugó dobles con Sam Groth perdiendo en cinco sets ante los hermanos Andy y Jamie Murray.
Salió de su retiro para jugar el partido de la primera ronda contra los Estados Unidos en la Copa Davis 2016, donde él y su compañero John Peers perdieron contra los hermanos Bryan en una serie de cinco sets.
Hewitt es el único poseedor de varios récords de la Copa Davis en tenistas australianos, que incluyen la mayoría de los triunfos, más triunfos en individuales, la mayoría de los lazos jugados y la mayoría de los años jugados. Su carrera en la Copa Davis ha incluido victorias sobre jugadores que estaban entre los diez mejores del mundo en su momento, que incluyen a Todd Martin, Marat Safin, Yevgeny Kafelnikov, Roger Federer, Gustavo Kuerten, Sébastien Grosjean y Juan Carlos Ferrero.

### Juegos Olímpicos
A los 19 años, participó en sus primeras Olimpiadas en Sídney 2000 en su natal Australia y fue cuarto cabeza de serie en el sorteo. Hewitt fue considerado un fuerte favorito para una medalla dada su victoria en el Sydney Internacional a principios de año, pero a pesar de competir en su país de origen, Hewitt salió en la primera ronda ante Max Mirnyi por doble 6-3.
Hewitt eligió no competir en el Juegos Olímpicos de Atenas 2004, decidiendo centrarse en el US Open 2004 que resultaría en un subcampeonato.
Volvería para sus segundos Juegos Olímpicos en Pekín 2008 para los singles y competencias de dobles. Una victoria en la primera ronda 7-5 7-6 sobre Jonas Björkman establecería un enfrentamiento de segunda ronda con el cabeza de serie número 2 Rafael Nadal. Nadal eliminó a Hewitt en la segunda ronda por 6-1 y 6-2 y luego ganaría la medalla de oro en individuales. Emparejándose con Chris Guccione en dobles, el equipo registraría victorias sobre Agustín Calleri / Juan Mónaco y Rafael Nadal / Tommy Robredo antes de caer ante los Hermanos Bryan en los cuartos de final.
Hewitt compitió en su tercera olimpiada en Londres 2012 donde participó en el singles y derrotó al Sergui Stajovski en la primera ronda. Fue el único australiano en un evento de tenis en progresar después de la primera ronda. En la segunda ronda, Hewitt eliminó al decimotercero preclasificado croata Marin Čilić. En la tercera ronda, Hewitt sorprendió al mundo del tenis cuando ganó el primer set contra el número 2 clasificado Novak Djokovic, y terminaría cayendo en tres sets. También envió una solicitud al Comité Olímpico Internacional para participar en la competencia masculina de dobles con Chris Guccione pero la aplicación fue rechazada. Tras el rechazo de su doble masculino, Hewitt decidió solicitar un puesto en la competencia de dobles mixtos con Samantha Stosur. A la pareja se le concedió la entrada y derrotó a la pareja polaca Marcin Matkowski y Agnieszka Radwańska en la primera ronda. En los cuartos de final, Hewitt / Stosur se enfrentaron a la pareja británica Andy Murray y Laura Robson, perdiendo el encuentro. Cabe señalar que este fue su último partido en unos Juegos Olímpicos

## Rivalidades

### Hewitt vs Federer
Hewitt y Roger Federer se enfrentaron en 27 ocasiones. Al principio de sus carreras, Hewitt dominó a Federer, ganando siete de sus primeros nueve encuentros, incluida una victoria de dos sets en la semifinal de la Copa Davis 2003, que le permitió a Australia vencer a Suiza. Sin embargo, desde 2004 en adelante, Federer dominó la rivalidad, ganando 16 de las últimas 18 reuniones para terminar con un récord general de 18-9.
Esta es la rivalidad más larga de Hewitt ya que estos dos se enfrentaron por primera vez en 1996. Se enfrentaron en una final de Grand Slam, la final del US Open 2004, donde Federer ganó su primer título del US Open en un encuentro desequilibrado en el que Federer ganó el primer y tercer set 6-0 y el segundo en un desempate. Federer se encontró con Hewitt en seis de los torneos de Grand Slam en los que levantó el trofeo, incluidos sus cinco triunfos entre 2004 y 2005. Su última reunión fue en Brisbane International 2014 donde Hewitt triunfó sobre Federer en tres sets, su primer título desde 2010, cuando también venció a Federer por el título del Gerry Weber Open.
Hewitt y Federer se unieron en dobles masculinos en Wimbledon en el Campeonato de Wimbledon 1999. Llegaron a la tercera ronda antes de perder contra Jonas Björkman y Pat Rafter.

### Hewitt vs Roddick
La segunda rivalidad más larga de Hewitt fue contra el estadounidense Andy Roddick, en el que los dos jugaron en 14 ocasiones. Al principio, Hewitt dominó la rivalidad, con seis victorias en sus primeros siete duelos. Una de esas victorias incluyó una victoria en cinco sets en el Abierto de Estados Unidos 2001, el torneo en el que Hewitt capturó su primer título de Grand Slam en individuales. En años posteriores, Roddick comenzó a dominar Hewitt, con la rivalidad terminando en 7 victorias cada uno.

### Hewitt vs tenistas argentinos
Una rivalidad y enemistad entre Hewitt y los tenistas argentinos comenzó en la final de Wimbledon 2002 donde Hewitt derrotó al argentino David Nalbandian en sets corridos.
La rivalidad alcanzaría el punto de ebullición en 2005 en una serie de partidos partidos entre los cuartos de final de Abierto de Australia 2005 y la Copa Davis 2005 entre el Australia y el Argentina. En la tercera ronda del Australian Open 2005, se enfrentó al argentino Juan Ignacio Chela en el que Hewitt se burló de Chela con su celebraciones excesivamente entusiastas por los errores no forzados de Chela, haciendo que el argentino escupiera a Hewitt durante un "Comeon" (Tras quebrarle el servicio al argentino). Hewitt enfrentaría a David Nalbandian en los cuartos de final con Hewitt saliendo victorioso 10-8 en el quinto set. Más tarde en 2005 Hewitt enfrentaría a Guillermo Coria en los cuartos de final de la Copa Davis, donde su rivalidad estallaría, sin embargo, se extinguirá al año siguiente en las semifinales de la Copa Davis 2006, donde Argentina salió victoriosa 5-0 sobre Hewitt y los australianos.

### Miembro del Salón de la Fama del Tenis Internacional
El 16 de julio de 2022, fue exaltado al Salón de la Fama del Tenis Internacional, clase 2022.

## Vida personal
Lleyton Hewitt está casado con la actriz Rebecca Cartwright con quien tiene tres hijos, dos hijas llamadas Mia Rebecca Hewitt, nacida el 29 de noviembre de 2005 y Ava Sydney Hewitt, nacida el 19 de octubre de 2010 y un hijo llamado Cruz Lleyton Hewitt nacido el 11 de diciembre de 2008.

## Controversias
Lleyton Hewitt se ha visto involucrado en varios incidentes calificados por algunos como actos de racismo, de los cuales el más notorio fue un comentario al juez del partido en el Abierto de los Estados Unidos 2001, contra un juez de línea de raza negra (quien fallaba en su contra, según él) y el tenista James Blake ("Míralo y míralo a él. ¿Ves la similitud?") (es decir que por ser negro, dicho juez apoyaba a Blake) siendo calificados como "racialmente insensibles" e incluso como "expresiones racistas".
En la serie de Copa Davis entre Australia y Argentina, Hewitt y Guillermo Coria jugaron un partido en que se observaron actitudes antideportivas que le valieron multas a ambos jugadores. Por ejemplo Hewitt hizo el gesto "Fuck Off" hacia Coria, además de gritar su clásico "come on" en reiteradas ocasiones. Su comportamiento en las canchas hace que muchas veces sus rivales se enojen con él como sucedió en el Abierto de Australia 2005 ante Juan Ignacio Chela, quien le escupió después de que Hewitt gritara "come on" tras un error no forzado del argentino.

## Clasificación histórica

### Resultados en Sencillos
| Torneo                        | 1997            | 1998            | 1999            | 2000         | 2001         | 2002          | 2003          | 2004          | 2005          | 2006            | 2007            | 2008            | 2009            | 2010            | 2011            | 2012            | 2013            | 2014            | 2015            | 2016            | T/P     | G-P     | Victorias % |
| ----------------------------- | --------------- | --------------- | --------------- | ------------ | ------------ | ------------- | ------------- | ------------- | ------------- | --------------- | --------------- | --------------- | --------------- | --------------- | --------------- | --------------- | --------------- | --------------- | --------------- | --------------- | ------- | ------- | ----------- |
| Torneos de Grand Slam         |                 |                 |                 |              |              |               |               |               |               |                 |                 |                 |                 |                 |                 |                 |                 |                 |                 |                 |         |         |             |
| Abierto de Australia          | 1R              | 1R              | 2R              | 4R           | 3R           | 1R            | 4R            | 4R            | F             | 2R              | 3R              | 4R              | 1R              | 4R              | 1R              | 4R              | 1R              | 1R              | 2R              | 2R              | 0 / 20  | 32–20   | 62%         |
| Roland Garros                 | A               | Q1              | 1R              | 4R           | CF           | 4R            | 3R            | CF            | A             | 4R              | 4R              | 3R              | 3R              | 3R              | A               | 1R              | 1R              | 1R              | A               | A               | 0 / 14  | 28–14   | 67%         |
| Wimbledon                     | A               | Q1              | 3R              | 1R           | 4R           | G             | 1R            | CF            | SF            | CF              | 4R              | 4R              | CF              | 4R              | 2R              | 1R              | 2R              | 2R              | 1R              | A               | 1 / 17  | 41–16   | 72%         |
| US Open                       | A               | Q2              | 3R              | SF           | G            | SF            | CF            | F             | SF            | CF              | 2R              | A               | 3R              | 1R              | A               | 3R              | 4R              | 1R              | 2R              | A               | 1 / 15  | 47–14   | 77%         |
| Ganados–Perdidos              | 0–1             | 0–1             | 5–4             | 11–4         | 16–3         | 15–3          | 9–4           | 17–4          | 16–3          | 12–4            | 9–4             | 8–3             | 8–4             | 8–4             | 1–2             | 5–4             | 4-4             | 1–4             | 2–3             | 1–1             | 2 / 66  | 148–64  | 70%         |
| Torneos de maestros           |                 |                 |                 |              |              |               |               |               |               |                 |                 |                 |                 |                 |                 |                 |                 |                 |                 |                 |         |         |             |
| Tennis Masters Cup/ATP Finals | No se clasificó | No se clasificó | No se clasificó | RR           | G            | G             | NC            | F             | A             | No se clasificó | No se clasificó | No se clasificó | No se clasificó | No se clasificó | No se clasificó | No se clasificó | No se clasificó | No se clasificó | No se clasificó | No se clasificó | 2 / 4   | 13–5    | 72%         |
| ATP World Tour Masters 1000   |                 |                 |                 |              |              |               |               |               |               |                 |                 |                 |                 |                 |                 |                 |                 |                 |                 |                 |         |         |             |
| Indian Wells                  | A               | 1R              | 2R              | 2R           | SF           | G             | G             | 3R            | F             | 3R              | 2R              | 4R              | 2R              | A               | 1R              | A               | 3R              | 2R              | A               | A               | 2 / 15  | 33–13   | 72%         |
| Miami                         | A               | 1R              | 2R              | SF           | SF           | SF            | 2R            | 3R            | A             | 2R              | A               | 2R              | 2R              | A               | A               | A               | 2R              | 2R              | 1R              | A               | 0 / 13  | 17–13   | 57%         |
| Montecarlo                    | A               | A               | A               | A            | A            | 1R            | A             | 3R            | A             | A               | A               | A               | 1R              | A               | A               | A               | A               | A               | A               | A               | 0 / 3   | 2–3     | 40%         |
| Roma                          | A               | Q1              | A               | SF           | 3R           | 2R            | A             | 2R            | A             | A               | 1R              | A               | A               | 2R              | A               | A               | A               | A               | A               | A               | 0 / 6   | 9–6     | 60%         |
| Madrid1                       | No realizado    | No realizado    | No realizado    | No realizado | No realizado | A             | A             | A             | A             | A               | A               | A               | A               | A               | A               | A               | A               | 1R              | A               | A               | 0 / 1   | 0–1     | 0%          |
| Canadá                        | A               | A               | A               | 2R           | 2R           | 1R            | 2R            | 3R            | 1R            | 2R              | CF              | A               | 1R              | A               | A               | A               | A               | 1R              | A               | A               | 0 / 10  | 8–10    | 44%         |
| Cincinnati                    | A               | A               | A               | 1R           | SF           | F             | 1R            | F             | SF            | A               | SF              | A               | CF              | 2R              | A               | 2R              | A               | 2R              | A               | A               | 0 / 11  | 28–11   | 72%         |
| Shanghái2                     | No realizado    | No realizado    | No realizado    | No realizado | No realizado | No realizado  | No realizado  | No realizado  | No realizado  | No realizado    | No realizado    | No realizado    | 2R              | A               | A               | 1R              | 1R              | A               | A               | A               | 0 / 3   | 1–3     | 33%         |
| París                         | A               | A               | 3R              | A            | 2R           | F             | A             | CF            | A             | A               | A               | A               | A               | A               | A               | A               | A               | A               | A               | A               | 0 / 4   | 8–4     | 67%         |
| Hamburgo3                     | A               | A               | A               | 2R           | SF           | CF            | 3R            | SF            | A             | A               | SF              | Descontinuado   | Descontinuado   | Descontinuado   | Descontinuado   | Descontinuado   | Descontinuado   | Descontinuado   | Descontinuado   | Descontinuado   | 0 / 6   | 18–6    | 66%         |
| Stuttgart4                    | A               | A               | 1R              | F            | SF           | Descontinuado | Descontinuado | Descontinuado | Descontinuado | Descontinuado   | Descontinuado   | Descontinuado   | Descontinuado   | Descontinuado   | Descontinuado   | Descontinuado   | Descontinuado   | Descontinuado   | Descontinuado   | Descontinuado   | 0 / 3   | 7–3     | 70%         |
| Ganados–Perdidos              | 0–0             | 0–2             | 4–4             | 15–7         | 22–8         | 23–7          | 9–4           | 18–8          | 8–3           | 2–3             | 10–5            | 2–2             | 6–6             | 2–2             | 0–1             | 1–2             | 3–3             | 3–5             | 0–1             | 0–0             | 2 / 75  | 128–73  | 64%         |
| Representación nacional       |                 |                 |                 |              |              |               |               |               |               |                 |                 |                 |                 |                 |                 |                 |                 |                 |                 |                 |         |         |             |
| Juegos Olímpicos              | No realizado    | No realizado    | No realizado    | 1R           | No realizado | No realizado  | No realizado  | A             | No realizado  | No realizado    | No realizado    | 2R              | No realizado    | No realizado    | No realizado    | 3R              | No realizado    | No realizado    | No realizado    | A               | 0 / 3   | 3–3     | 50%         |
| Copa Davis                    | A               | A               | G               | F            | F            | 1R            | G             | 1R            | CF            | SF              | 1R              | PO              | Z1              | PO              | PO              | PO              | PO              | 1R              | SF              | 1R              | 2 / 12  | 42–14   | 75%         |
| Ganados–Perdidos              | 0–0             | 0–0             | 4–2             | 6–3          | 7–1          | 1–0           | 5–0           | 2–0           | 3–2           | 1–1             | 2–1             | 2–0             | 1–1             | 3–0             | 1–2             | 3–3             | 2–0             | 1–1             | 1–0             | 0–0             | 2 / 15  | 45–17   | 73%         |
| Estadísticas en su carrera    |                 |                 |                 |              |              |               |               |               |               |                 |                 |                 |                 |                 |                 |                 |                 |                 |                 |                 |         |         |             |
|                               | 1997            | 1998            | 1999            | 2000         | 2001         | 2002          | 2003          | 2004          | 2005          | 2006            | 2007            | 2008            | 2009            | 2010            | 2011            | 2012            | 2013            | 2014            | 2015            | 2016            | Carrera | Carrera | Carrera     |
| Torneos                       | 1               | 10              | 19              | 19           | 21           | 20            | 12            | 19            | 10            | 16              | 14              | 11              | 21              | 11              | 9               | 12              | 18              | 17              | 9               | 1               | 270     | 270     | 270         |
| Títulos                       | 0               | 1               | 1               | 4            | 6            | 5             | 2             | 4             | 1             | 1               | 1               | 0               | 1               | 1               | 0               | 0               | 0               | 2               | 0               | 0               | 30      | 30      | 30          |
| Finales                       | 0               | 1               | 4               | 5            | 6            | 7             | 3             | 7             | 3             | 3               | 1               | 0               | 1               | 1               | 0               | 1               | 1               | 2               | 0               | 0               | 46      | 46      | 46          |
| G-P en Dura                   | 0–1             | 7–6             | 22–10           | 37–11        | 50–10        | 33–9          | 26–6          | 45–9          | 28–6          | 21–11           | 21–9            | 12–8            | 19–15           | 5–6             | 6–6             | 9–7             | 14–12           | 11–9            | 3–5             | 1–1             | 370–157 | 370–157 | 70%         |
| G-P en Arcilla                | 0–0             | 0–0             | 6–5             | 11–5         | 14–5         | 10–5          | 8–2           | 13–6          | 0–0           | 3–3             | 12–5            | 2–1             | 9–3             | 8–5             | 0–0             | 0–3             | 1–3             | 1–5             | 0–1             | 0–0             | 98–57   | 98–57   | 63%         |
| G-P en Césped                 | 0–0             | 1–2             | 10–3            | 8–2          | 16–2         | 14–0          | 3–2           | 8–2           | 9–3           | 9–1             | 3–2             | 6–2             | 6–2             | 8–1             | 3–5             | 7–4             | 9–3             | 8–2             | 1–3             | 0–0             | 129–41  | 129–41  | 76%         |
| G-P en Moqueta                | 0–0             | 2–1             | 6–2             | 5–1          | 0–1          | 4–1           | 0–0           | 2–1           | 0–0           | 0–0             | 0–0             | 0–0             | Descontinuado   | Descontinuado   | Descontinuado   | Descontinuado   | Descontinuado   | Descontinuado   | Descontinuado   | Descontinuado   | 19–7    | 19–7    | 73%         |
| En general G-P                | 0–1             | 10–9            | 44–20           | 61–19        | 80–18        | 61–15         | 37–10         | 68–18         | 37–9          | 33–15           | 35–16           | 20–11           | 34–20           | 22–12           | 9–11            | 16–14           | 24–18           | 20–16           | 4–9             | 1–1             | 616–262 | 616–262 | 616–262     |
| Ganados %                     | 0%              | 53%             | 69%             | 76%          | 82%          | 80%           | 79%           | 79%           | 80%           | 69%             | 69%             | 65%             | 63%             | 65%             | 45%             | 53%             | 57%             | 56%             | 31%             | 50%             | 70%     | 70%     | 70%         |

Notas:
- 1: El Masters de Madrid se jugó desde 2002 hasta 2008 en pista dura, desde 2009 se juega en arcilla reemplazando al Masters de Hamburgo.
- 2: El Masters de Shanghái se juega desde 2009, Reemplazando en la superficie de cemento a Madrid, que a la vez reemplazó a Hamburgo en arcilla, que descendió a ATP 500.
- 3: El Torneo de Hamburgo se jugó hasta 2008 como categoría ATP World Tour Masters 1000, desde 2009 es un ATP 500.
- 4: El Torneo de Stuttgart se jugó hasta 2001, desde 2002 lo reemplazó Madrid hasta 2008.

### Resultados en Dobles
Actualizado hasta el Campeonato de Wimbledon 2018.
| Torneo                      | 1997         | 1998         | 1999         | 2000         | 2001         | 2002          | 2003          | 2004          | 2005          | 2006          | 2007          | 2008          | 2009          | 2010          | 2011          | 2012          | 2013          | 2014          | 2015          | 2016          | 2017          | 2018          | T/P     | G-P     |
| --------------------------- | ------------ | ------------ | ------------ | ------------ | ------------ | ------------- | ------------- | ------------- | ------------- | ------------- | ------------- | ------------- | ------------- | ------------- | ------------- | ------------- | ------------- | ------------- | ------------- | ------------- | ------------- | ------------- | ------- | ------- |
| Torneos de Grand Slam       |              |              |              |              |              |               |               |               |               |               |               |               |               |               |               |               |               |               |               |               |               |               |         |         |
| Abierto de Australia        | A            | 3R           | 2R           | 3R           | A            | A             | A             | A             | A             | A             | A             | A             | A             | A             | A             | 2R            | A             | 1R            | 2R            | 3R            | A             | CF            | 0 / 8   | 12–8    |
| Roland Garros               | A            | A            | A            | 2R           | A            | A             | A             | A             | A             | 1R            | A             | 1R            | A             | A             | A             | A             | A             | 1R            | A             | A             | A             | A             | 0 / 4   | 1–4     |
| Wimbledon                   | A            | Q1           | 3R           | A            | A            | A             | A             | A             | A             | A             | A             | A             | A             | A             | 1R            | 3R            | 1R            | 3R            | 3R            | 2R            | A             | 1R            | 0 / 8   | 9–8     |
| US Open                     | A            | A            | A            | G            | A            | A             | A             | A             | A             | A             | A             | A             | A             | A             | A             | A             | A             | A             | 2R            | A             | A             |               | 1 / 2   | 7–1     |
| Ganados–Perdidos            | 0–0          | 2–1          | 3–2          | 9–2          | 0–0          | 0–0           | 0–0           | 0–0           | 0–0           | 0–1           | 0–0           | 0–1           | 0–0           | 0–0           | 0–1           | 3–2           | 0–1           | 2–3           | 4–3           | 3–2           | 0–0           | 3–2           | 1 / 22  | 29–21   |
| ATP World Tour Masters 1000 |              |              |              |              |              |               |               |               |               |               |               |               |               |               |               |               |               |               |               |               |               |               |         |         |
| Indian Wells                | A            | A            | A            | A            | CF           | A             | A             | A             | A             | A             | A             | A             | A             | A             | A             | A             | A             | A             | A             | A             | A             | A             | 0 / 1   | 2–1     |
| Miami                       | A            | A            | A            | A            | SF           | 3R            | 1R            | A             | A             | A             | A             | A             | A             | A             | A             | A             | 1R            | A             | A             | A             | A             | A             | 0 / 4   | 6–2     |
| Montecarlo                  | A            | A            | A            | A            | A            | A             | A             | A             | A             | A             | A             | A             | A             | A             | A             | A             | A             | A             | A             | A             | A             | A             | 0 / 0   | 0–0     |
| Roma                        | A            | 1R           | A            | 2R           | CF           | A             | A             | A             | A             | A             | 2R            | A             | A             | A             | A             | A             | A             | A             | A             | A             | A             | A             | 0 / 4   | 4–4     |
| Madrid1                     | No realizado | No realizado | No realizado | No realizado | No realizado | A             | A             | A             | A             | A             | A             | A             | A             | A             | A             | A             | A             | A             | A             | A             | A             | A             | 0 / 0   | 0–0     |
| Canadá                      | A            | A            | A            | A            | 1R           | A             | A             | A             | A             | A             | 2R            | A             | A             | A             | A             | A             | A             | A             | 1R            | A             | A             |               | 0 / 3   | 1–2     |
| Cincinnati                  | A            | A            | A            | CF           | CF           | 2R            | 2R            | A             | A             | A             | A             | A             | A             | A             | A             | A             | A             | A             | A             | A             | A             |               | 0 / 4   | 5–2     |
| Shanghái2                   | No realizado | No realizado | No realizado | No realizado | No realizado | No realizado  | No realizado  | No realizado  | No realizado  | No realizado  | No realizado  | No realizado  | A             | A             | A             | A             | A             | A             | A             | A             | A             |               | 0 / 0   | 0–0     |
| París                       | A            | A            | A            | A            | A            | A             | A             | A             | A             | A             | A             | A             | A             | A             | A             | A             | A             | A             | A             | A             | A             |               | 0 / 0   | 0–0     |
| Hamburgo3                   | A            | A            | A            | SF           | A            | 1R            | A             | A             | A             | A             | A             | A             | Descontinuado | Descontinuado | Descontinuado | Descontinuado | Descontinuado | Descontinuado | Descontinuado | Descontinuado | Descontinuado | Descontinuado | 0 / 2   | 3–2     |
| Stuttgart4                  | A            | A            | A            | 2R           | A            | Descontinuado | Descontinuado | Descontinuado | Descontinuado | Descontinuado | Descontinuado | Descontinuado | Descontinuado | Descontinuado | Descontinuado | Descontinuado | Descontinuado | Descontinuado | Descontinuado | Descontinuado | Descontinuado | Descontinuado | 0 / 1   | 0–1     |
| Ganados–Perdidos            | 0–0          | 0–1          | 0–0          | 6–4          | 9–3          | 3–2           | 1–1           | 0–0           | 0–0           | 0–0           | 2–1           | 0–0           | 0–0           | 0–0           | 0–0           | 0–0           | 0–1           | 0–0           | 0–1           | 0–0           | 0–0           | 0–0           | 0 / 19  | 21–14   |
| Representación nacional     |              |              |              |              |              |               |               |               |               |               |               |               |               |               |               |               |               |               |               |               |               |               |         |         |
| Juegos Olímpicos            | No realizado | No realizado | No realizado | A            | No realizado | No realizado  | No realizado  | A             | No realizado  | No realizado  | No realizado  | CF            | No realizado  | No realizado  | No realizado  | A             | No realizado  | No realizado  | No realizado  | A             | NR            | NR            | 0 / 1   | 2–1     |
| Copa Davis                  | A            | A            | G            | F            | F            | 1R            | G             | 1R            | CF            | SF            | 1R            | PO            | Z1            | PO            | PO            | PO            | PO            | 1R            | SF            | 1R            | A             |               | 2 / 12  | 16–7    |
| Ganados–Perdidos            | 0–0          | 0–0          | 0–0          | 0–0          | 1–1          | 1–0           | 1–0           | 0–0           | 0–1           | 0–0           | 1–1           | 4–1           | 0–0           | 2–0           | 2–0           | 2–0           | 2–0           | 1–1           | 1–2           | 0–1           | 0–0           | 0–0           | 2 / 13  | 18–8    |
| Estadísticas en su carrera  |              |              |              |              |              |               |               |               |               |               |               |               |               |               |               |               |               |               |               |               |               |               |         |         |
|                             | 1997         | 1998         | 1999         | 2000         | 2001         | 2002          | 2003          | 2004          | 2005          | 2006          | 2007          | 2008          | 2009          | 2010          | 2011          | 2012          | 2013          | 2014          | 2015          | 2016          | 2017          | 2018          | Carrera | Carrera |
| Torneos                     | 0            | 5            | 8            | 12           | 6            | 8             | 5             | 1             | 2             | 1             | 4             | 5             | 2             | 4             | 3             | 4             | 7             | 10            | 9             | 2             | 0             | 6             | 104     | 104     |
| Títulos                     | 0            | 0            | 0            | 2            | 0            | 0             | 0             | 0             | 0             | 0             | 0             | 0             | 0             | 0             | 0             | 0             | 0             | 1             | 0             | 0             | 0             | 0             | 3       | 3       |
| Finales                     | 0            | 0            | 0            | 2            | 0            | 0             | 1             | 0             | 0             | 0             | 0             | 0             | 0             | 1             | 0             | 0             | 1             | 1             | 0             | 0             | 0             | 0             | 6       | 6       |
| En general G–P              | 0–0          | 3–5          | 6–8          | 28–9         | 11–5         | 5–7           | 8–5           | 1–1           | 1–3           | 0–1           | 5–4           | 6–5           | 2–2           | 10–4          | 4–3           | 7–4           | 7–7           | 11–10         | 7–10          | 3–3           | 0–0           | 5–6           | 130–102 | 130–102 |
| Victorias %                 | 0%           | 38%          | 43%          | 76%          | 69%          | 42%           | 62%           | 50%           | 25%           | 0%            | 56%           | 55%           | 50%           | 71%           | 57%           | 64%           | 50%           | 52%           | 41%           | 50%           | 0%            | 45%           | 56%     | 56%     |

Notas:
- 1: El Masters de Madrid se jugó desde 2002 hasta 2008 en pista dura, desde 2009 se juega en arcilla reemplazando al Masters de Hamburgo.
- 2: El Masters de Shanghái se juega desde 2009, Reemplazando en la superficie de cemento a Madrid, que a la vez reemplazó a Hamburgo en arcilla, que descendió a ATP 500.
- 3: El Torneo de Hamburgo se jugó hasta 2008 como categoría ATP World Tour Masters 1000, desde 2009 es un ATP 500.
- 4: El Torneo de Stuttgart se jugó hasta 2001, desde 2002 lo reemplazó Madrid hasta 2008.

## Récords
- Estos récords logró Lleyton Hewitt en la Era Abierta.
- Los registros en negrita indican récord absoluto de Hewitt.
- Carlos Alcaraz es el único en superar este hito.

| Torneo      | Año  | Récord logrado                                                                 | Jugador empatado |
| Ranking ATP | 2001 | Jugador más joven en ser n.º 1 del mundo (20 años, 9 meses)                    | Nadie            |
| Ranking ATP | 2001 | Tenista más joven en acabar el año como número 1 del mundo (20 años, 10 meses) | Nadie            |

## Ranking ATP al final de la temporada
| Año                     | 1997 | 1998 | 1999 | 2000 | 2001 | 2002 | 2003 | 2004 | 2005 | 2006 | 2007 | 2008 | 2009 | 2010 | 2011 | 2012 | 2013 | 2014 | 2015 | 2016 |
| Ranking en individuales | 550  | 100  | 25   | 7    | 1    | 1    | 17   | 3    | 4    | 20   | 21   | 67   | 22   | 54   | 186  | 83   | 60   | 50   | 307  | 633  |

#### Ranking ATP en dobles
| Año            | 1997 | 1998 | 1999 | 2000 | 2001 | 2002 | 2003 | 2004 | 2005 | 2006  | 2007 | 2008 | 2009 | 2010 | 2011 | 2012 | 2013 | 2014 | 2015 | 2016 |
| Ranking dobles | 408  | 164  | 185  | 20   | 105  | 219  | 168  | 572  | 846  | 1,427 | 397  | 649  | 454  | 152  | 504  | 192  | 263  | 115  | 155  | 262  |